# Olympische Sommerspiele 2008/Teilnehmer (Deutschland)
| Gelbes Symbol für Goldmedaillen mit stilisierten Olympischen Ringen | Graues Symbol für Silbermedaillen mit stilisierten Olympischen Ringen | Braundes Symbol für Bronzemedaillen mit stilisierten Olympischen Ringen |
| ------------------------------------------------------------------- | --------------------------------------------------------------------- | ----------------------------------------------------------------------- |
| 16                                                                  | 11                                                                    | 14                                                                      |

Deutschland nahm 2008 zum 22. Mal an Olympischen Sommerspielen teil. Für die Olympischen Sommerspiele in Peking benannte der Deutsche Olympische Sportbund (DOSB) am 29. Mai 2008 die ersten 79 qualifizierten Athleten. In einer zweiten Runde wurden am 23. Juni weitere 125 Athleten nominiert. Die dritte und letzte reguläre Nominierungsrunde mit 121 Nominierungen fand am 15. Juli statt. Die Nominierung der 115 Mannschaftssportler erfolgte am 20. Juli. Am selben Tag wurde der Radsportler Gerald Ciolek nachnominiert. Der Tennisprofi Rainer Schüttler, der Schwimmer Rafed El-Masri, der die Freigabe vom syrischen Verband noch rechtzeitig bekam, sowie die Ringerin Alexandra Engelhardt wegen eines kurzfristig vom Ringerweltverband vergebenen weiteren Startplatzes konnten am 23. Juli nachnominiert werden.
Der Dreispringer Charles Friedek scheiterte mit seinem Versuch, eine Teilnahme auf dem Gerichtsweg zu erzwingen. Er argumentierte mit einer Lücke im Regelwerk, wo geschrieben steht, dass die Norm zweimal erbracht werden muss. Dieses schaffte Friedek, allerdings in einem Wettkampf und nicht bei zwei Wettbewerben wie vom DLV verlangt. Die Schwimmerin Vipa Bernhardt, die sich ihre Teilnahme ebenfalls auf dem Gerichtsweg erstreiten wollte, zog ihren Antrag später zurück. Sie hatte behauptet, ihre direkte Konkurrentin um den Startplatz im deutschen Team, Anne Poleska, sei entgegen den Statuten des Deutschen Schwimmverbandes für einen ausländischen Verein angetreten. Poleska hatte daraufhin eidesstattlich erklärt, dass dies nicht der Fall gewesen sei.
Abgesehen von Baseball und Softball war Deutschland in 26 der 28 Sportarten mit 434 Athleten vertreten, darunter 241 Männer und 193 Frauen. Das Sportlerteam wurde von 55 Medizinern und Physiotherapeuten sowie 240 Trainern und Betreuern begleitet. Am 26. Juli verabschiedete Bundespräsident Horst Köhler die deutsche Mannschaft in Berlin; die ersten Athleten trafen am Tag darauf in Peking ein. DOSB-Generaldirektor Michael Vesper führte in China das deutsche Team als Chef de Mission an. Fahnenträger zur Eröffnungsfeier war der Basketballer Dirk Nowitzki. Zur Abschlussfeier trug Goldmedaillengewinnerin Katrin Wagner-Augustin die deutsche Fahne. Mit 41 errungenen Medaillen nahm auch bei den Olympischen Spielen 2008 die Zahl der Podiumsplätze ab. Seit den ersten Olympischen Spielen nach der Wiedervereinigung in Barcelona 1992 sank die Zahl deutscher Medaillen. So gewann Deutschland 1992 82 Medaillen, vier Jahre später in Atlanta 65, in Sydney 56 und in Athen 2004 49 Medaillen. Jedoch stieg die Anzahl der Goldmedaillen im Vergleich zu den Spielen von Athen und Sydney von 13 auf 16. Erst bei den Olympischen Sommerspielen 2012 in London konnte wieder eine leichte Steigerung bei den gewonnenen Medaillen erreicht werden.

## Medaillen

### Medaillenspiegel
| Medaillenspiegel Deutschland |                    |                              |                           |                           |        |
| Platz                        | Sportart           | Goldmedaille – Olympiasieger | Silbermedaille – 2. Platz | Bronzemedaille – 3. Platz | Gesamt |
| 1                            | Kanu               | 3                            | 2                         | 3                         | 8      |
| 2                            | Reiten             | 3                            | 1                         | 1                         | 5      |
| 3                            | Schwimmen          | 2                            | -                         | 1                         | 3      |
| 4                            | Fechten            | 2                            | -                         | -                         | 2      |
| 5                            | Radsport           | 1                            | 1                         | 1                         | 3      |
| 6                            | Gewichtheben       | 1                            | -                         | -                         | 1      |
| 6                            | Hockey             | 1                            | -                         | -                         | 1      |
| 6                            | Judo               | 1                            | -                         | -                         | 1      |
| 6                            | Moderner Fünfkampf | 1                            | -                         | -                         | 1      |
| 6                            | Triathlon          | 1                            | -                         | -                         | 1      |
| 11                           | Schießen           | -                            | 1                         | 3                         | 4      |
| 12                           | Rudern             | -                            | 1                         | 1                         | 2      |
| 12                           | Turnen             | -                            | 1                         | 1                         | 2      |
| 12                           | Wasserspringen     | -                            | 1                         | 1                         | 2      |
| 15                           | Ringen             | -                            | 1                         | -                         | 1      |
| 15                           | Tischtennis        | -                            | 1                         | -                         | 1      |
| 17                           | Fußball            | -                            | -                         | 1                         | 1      |
| 17                           | Leichtathletik     | -                            | -                         | 1                         | 1      |
| 17                           | Segeln             | -                            | -                         | 1                         | 1      |
| Total                        | Total              | 16                           | 10                        | 15                        | 41     |

### Medaillengewinner

#### Gold
| Name | Sportart           | Wettkampf                 |
| --- | ------------------ | ------------------------- |
| Alexander Grimm | Kanu               | Kajak-Einer               |
| Ole Bischof | Judo               | Männer 81 kg              |
| Peter Thomsen Frank Ostholt Hinrich Romeike Ingrid Klimke Andreas Dibowski | Reiten             | Mannschaft Vielseitigkeit |
| Hinrich Romeike | Reiten             | Einzel Vielseitigkeit     |
| Benjamin Kleibrink | Fechten            | Florett Einzel Männer     |
| Britta Heidemann | Fechten            | Degen Einzel Frauen       |
| Heike Kemmer Nadine Capellmann Isabell Werth | Reiten             | Mannschaft Dressur        |
| Britta Steffen | Schwimmen          | 100 m Freistil Frauen     |
| Britta Steffen | Schwimmen          | 50 m Freistil Frauen      |
| Jan Frodeno | Triathlon          | Männer                    |
| Matthias Steiner | Gewichtheben       | Klasse über 105 kg        |
| Fanny Fischer Nicole Reinhardt Katrin Wagner-Augustin Conny Waßmuth | Kanu               | Kajak-Vierer              |
| Martin Hollstein Andreas Ihle | Kanu               | Kajak-Zweier              |
| Lena Schöneborn | Moderner Fünfkampf | Moderner Fünfkampf        |
| Sabine Spitz | Radsport           | Mountainbike              |
| Sebastian Biederlack Moritz Fürste Tobias Hauke Florian Keller Oliver Korn Niklas Meinert Jan-Marco Montag Maximilian Müller Juan Carlos Nevado Max Weinhold Tibor Weißenborn Benjamin Wess Timo Wess Philip Witte Matthias Witthaus Christopher Zeller Philipp Zeller | Hockey             | Hockey-Mannschaft         |

#### Silber
| Name                                       | Sportart       | Wettkampf                    |
| ------------------------------------------ | -------------- | ---------------------------- |
| Patrick Hausding Sascha Klein              | Wasserspringen | Synchronspringen 10 m Männer |
| Mirko Englich                              | Ringen         | bis 96 kg Männer             |
| Ralf Schumann                              | Schießen       | Schnellfeuerpistole 25 Meter |
| Annekatrin Thiele Christiane Huth          | Rudern         | Doppelzweier                 |
| Roger Kluge                                | Radsport       | Bahn Punktefahren            |
| Oksana Chusovitina                         | Turnen         | Sprung                       |
| Timo Boll Dimitrij Ovtcharov Christian Süß | Tischtennis    | Mannschaft                   |
| Isabell Werth                              | Reiten         | Dressur Einzel               |
| Christian Gille Tomasz Wylenzek            | Kanu           | Zweier-Canadier 1000 m       |
| Ronald Rauhe Tim Wieskötter                | Kanu           | Zweier-Kajak 500 m           |

#### Bronze
| Name | Sportart       | Wettkampf                    |
| --- | -------------- | ---------------------------- |
| Ditte Kotzian Heike Fischer | Wasserspringen | Synchronspringen 3 m Frauen  |
| Munkhbayar Dorjsuren | Schießen       | Sportpistole 25 m            |
| Christine Brinker | Schießen       | Skeet                        |
| René Enders Maximilian Levy Stefan Nimke | Radsport       | Bahn Teamsprint              |
| Christian Reitz | Schießen       | Schnellfeuerpistole 25 Meter |
| Kathrin Boron Manuela Lutze Britta Oppelt Stephanie Schiller | Rudern         | Doppelvierer                 |
| Hannes Peckolt Jan-Peter Peckolt | Segeln         | 49er Jolle                   |
| Fabian Hambüchen | Turnen         | Reck                         |
| Heike Kemmer | Reiten         | Dressur Einzel               |
| Thomas Lurz | Schwimmen      | 10 km Marathon Männer        |
| Nadine Angerer Fatmire Bajramaj Saskia Bartusiak Melanie Behringer Linda Bresonik Kerstin Garefrekes Ariane Hingst Ursula Holl Annike Krahn Simone Laudehr Renate Lingor Anja Mittag Célia Okoyino da Mbabi Babett Peter Conny Pohlers Birgit Prinz Sandra Smisek Kerstin Stegemann | Fußball        | Frauenfußball                |
| Christina Obergföll | Leichtathletik | Speerwurf                    |
| Lutz Altepost Norman Bröckl Torsten Eckbrett Björn Goldschmidt | Kanu           | Vierer-Kajak 1000 m          |
| Katrin Wagner-Augustin | Kanu           | Einer-Kajak 500 m            |
| Christian Gille Tomasz Wylenzek | Kanu           | Zweier-Canadier 1000 m       |

## Teilnehmer nach Sportart

### Badminton
Alle fünf deutschen Athleten qualifizierten sich über die Weltrangliste der Badminton World Federation (BWF) für die Olympischen Spiele. Bei den Herren stand der Deutsche Meister Marc Zwiebler (1. BC Beuel) in der Rangliste vom 1. Mai 2008, die die BWF für die Qualifikation zugrunde legte, als bestplatzierter Deutscher auf Rang 30 und sicherte damit dem Deutschen Badminton-Verband (DBV) einen Startplatz. Bei den Damen errangen Xu Huaiwen (1. BC Bischmisheim) als Achtplatzierte und Juliane Schenk (SG EBT Berlin) auf Rang 13 zwei Startplätze für den Einzelwettbewerb. Beide waren auch schon 2004 in Athen im Einzel bzw. im Einzel und Doppel am Start.
Im Mixedwettbewerb garantierte der 13. Rang in der Weltrangliste Kristof Hopp (1. BC Bischmisheim) und Birgit Overzier (1. BC Beuel) die Teilnahme. Das Duo Ingo Kindervater/Kathrin Piotrowski verfehlte auf Rang 16 die Qualifikation knapp, da nach den Regularien der BWF das Starterfeld mit schlechter platzierten Paaren aus noch nicht berücksichtigten Kontinenten aufgefüllt wurde.
In den Doppelwettbewerben erfüllten bei den Herren die Paare Kristof Hopp/Ingo Kindervater (19.), Roman Spitko/Michael Fuchs (29.) und Johannes Schöttler/Tim Dettmann (32.) sowie bei den Damen die Paare Nicole Grether/Juliane Schenk (23., bedingt durch einen Kreuzbandriss Grethers) und Carina Mette/Birgit Overzier (29.) die Olympianorm nicht.
| Athlet                       | Wettkampf | Runde 1         | Runde 1             | Runde 2       | Runde 2             | Achtelfinale  | Achtelfinale  | Viertelfinale | Viertelfinale | Halbfinale    | Halbfinale    | Finale        | Finale        | Rang          |
| Athlet                       | Wettkampf | Gegner          | Ergebnis            | Gegner        | Ergebnis            | Gegner        | Ergebnis      | Gegner        | Ergebnis      | Gegner        | Ergebnis      | Gegner        | Ergebnis      | Rang          |
| ---------------------------- | --------- | --------------- | ------------------- | ------------- | ------------------- | ------------- | ------------- | ------------- | ------------- | ------------- | ------------- | ------------- | ------------- | ------------- |
| Frauen                       |           |                 |                     |               |                     |               |               |               |               |               |               |               |               |               |
| Xu Huaiwen                   | Einzel    | Nieminen        | 21-17, 21-8         | Hallam        | 21-19, 21-7         | Xie           | 19-21, 20-22  | ausgeschieden | ausgeschieden | ausgeschieden | ausgeschieden | ausgeschieden | ausgeschieden | ausgeschieden |
| Juliane Schenk               | Einzel    | Yulianti        | 21-18, 13-21, 20-22 | ausgeschieden | ausgeschieden       | ausgeschieden | ausgeschieden | ausgeschieden | ausgeschieden | ausgeschieden | ausgeschieden | ausgeschieden | ausgeschieden |               |
| Männer                       |           |                 |                     |               |                     |               |               |               |               |               |               |               |               |               |
| Marc Zwiebler                | Einzel    | Evans           | 21-18, 18-21, 21-19 | Smith         | 16-21, 21-13, 21-17 | Lee           | 13-21, 11-21  | ausgeschieden | ausgeschieden | ausgeschieden | ausgeschieden | ausgeschieden | ausgeschieden | ausgeschieden |
| Mixed                        |           |                 |                     |               |                     |               |               |               |               |               |               |               |               |               |
| Kristof Hopp Birgit Overzier | Doppel    | Limpele Marissa | 12-21, 12-21        | ausgeschieden | ausgeschieden       | ausgeschieden | ausgeschieden | ausgeschieden | ausgeschieden | ausgeschieden | ausgeschieden | ausgeschieden | ausgeschieden | ausgeschieden |

### Basketball
Die deutsche Männernationalmannschaft nahm zum ersten Mal seit 1992 wieder an Olympischen Spielen teil. Sie verfehlte zunächst bei der Europameisterschaft im September 2007 die direkte Qualifikation, sicherte aber mit einem fünften Platz die Teilnahme am Olympiaqualifikationsturnier in Athen. Dort gelang es dann dem Team, mit dem dritten Platz das Ticket nach Peking zu lösen. Die Mannschaft ist jedoch bereits in der Vorrunde im Spiel gegen China mit 55:59 gescheitert.
Die Nationalmannschaft der Frauen hatte ihre Chancen auf eine Teilnahme mit einem 11. Platz bei der Europameisterschaft 2007 schon frühzeitig verspielt.
| Wettbewerb    | Männer |
| ------------- | --- |
| Athleten      | Patrick Femerling Robert Garrett Demond Greene Steffen Hamann Jan Jagla Chris Kaman Dirk Nowitzki Tim Ohlbrecht Pascal Roller Sven Schultze Konrad Wysocki Philip Zwiener                                                         |
| Trainer       | Dirk Bauermann |
| Gruppenphase  | Angola 95:66 (25:21, 29:13, 24:18, 17:14) Griechenland 87:64 (21:23, 23:10, 25:15, 18:16) Spanien 59:72 (15:12, 21:27, 12:20, 11:13) China 59:55 (19:9, 8:22, 20:8, 12:16) Vereinigte Staaten 106:57 (31:12, 22:17, 30:17, 23:11) |
| Viertelfinale | ausgeschieden |
| Halbfinale    | ausgeschieden |
| Finale        | ausgeschieden |
| Platzierung   | 10 |

### Bogenschießen
| Athlet       | Wettkampf | Qualifikation | Qualifikation | Runde 1  | Runde 1  | Runde 2       | Runde 2       | Achtelfinale  | Achtelfinale  | Viertelfinale | Viertelfinale | Halbfinale    | Halbfinale    | Finale        | Finale        | Endstand |
| Athlet       | Wettkampf | Ringe         | Platz         | Gegner   | Ergebnis | Gegner        | Ergebnis      | Gegner        | Ergebnis      | Gegner        | Ergebnis      | Gegner        | Ergebnis      | Gegner        | Ergebnis      | Platz    |
| ------------ | --------- | ------------- | ------------- | -------- | -------- | ------------- | ------------- | ------------- | ------------- | ------------- | ------------- | ------------- | ------------- | ------------- | ------------- | -------- |
| Frauen       |           |               |               |          |          |               |               |               |               |               |               |               |               |               |               |          |
| Anja Hitzler | Einzel    | 629           | 33            | Dodémont | 107-106  | Park          | 107-112       | ausgeschieden | ausgeschieden | ausgeschieden | ausgeschieden | ausgeschieden | ausgeschieden | ausgeschieden | ausgeschieden | 20       |
| Männer       |           |               |               |          |          |               |               |               |               |               |               |               |               |               |               |          |
| Jens Pieper  | Einzel    | 648           | 45            | Serdiuk  | 105-107  | ausgeschieden | ausgeschieden | ausgeschieden | ausgeschieden | ausgeschieden | ausgeschieden | ausgeschieden | ausgeschieden | ausgeschieden | ausgeschieden | 47       |

### Boxen
| Athlet            | Wettkampf               | Runde 1  | Runde 1  | Achtelfinale  | Achtelfinale  | Viertelfinale | Viertelfinale | Halbfinale    | Halbfinale    | Finale        | Finale        | Endstand |
| Athlet            | Wettkampf               | Gegner   | Ergebnis | Gegner        | Ergebnis      | Gegner        | Ergebnis      | Gegner        | Ergebnis      | Gegner        | Ergebnis      | Platz    |
| ----------------- | ----------------------- | -------- | -------- | ------------- | ------------- | ------------- | ------------- | ------------- | ------------- | ------------- | ------------- | -------- |
| Männer            |                         |          |          |               |               |               |               |               |               |               |               |          |
| Konstantin Buga   | Mittelgewicht (< 75 kg) | Góngora  | 7:14     | ausgeschieden | ausgeschieden | ausgeschieden | ausgeschieden | ausgeschieden | ausgeschieden | ausgeschieden | ausgeschieden | 17       |
| Jack Culcay-Keth  | Weltergewicht (< 69 kg) | Kim      | 1-4      | ausgeschieden | ausgeschieden | ausgeschieden | ausgeschieden | ausgeschieden | ausgeschieden | ausgeschieden | ausgeschieden | 17       |
| Wilhelm Gratschow | Federgewicht (< 57 kg)  | Shili    | 5:14     | ausgeschieden | ausgeschieden | ausgeschieden | ausgeschieden | ausgeschieden | ausgeschieden | ausgeschieden | ausgeschieden | 17       |
| Rustam Rahimov    | Bantamgewicht (< 54 kg) | Tojibaev | 2:11     | ausgeschieden | ausgeschieden | ausgeschieden | ausgeschieden | ausgeschieden | ausgeschieden | ausgeschieden | ausgeschieden | 17       |

### Fechten
| Athlet              | Wettkampf | Runde 1  | Runde 1  | Achtelfinale | Achtelfinale | Viertelfinale | Viertelfinale | Halbfinale    | Halbfinale    | Finale        | Finale        | Endstand |
| Athlet              | Wettkampf | Gegner   | Ergebnis | Gegner       | Ergebnis     | Gegner        | Ergebnis      | Gegner        | Ergebnis      | Gegner        | Ergebnis      | Platz    |
| ------------------- | --------- | -------- | -------- | ------------ | ------------ | ------------- | ------------- | ------------- | ------------- | ------------- | ------------- | -------- |
| Frauen              |           |          |          |              |              |               |               |               |               |               |               |          |
| Britta Heidemann    | Degen     | Freilos  | Freilos  | Jung         | 15-5         | Samuelsson    | 15-7          | Li            | 15-13         | Brânză        | 15-11         | Gold     |
| Imke Duplitzer      | Degen     | Freilos  | Freilos  | Luna         | 15-10        | Mincza-Nébald | 11-15         | ausgeschieden | ausgeschieden | ausgeschieden | ausgeschieden | 5        |
| Katja Wächter       | Florett   | Doig     | 15-7     | Stahl        | 15-6         | Maîtrejean    | 12-10         | Trillini      | 8-15          | ausgeschieden | ausgeschieden | 8        |
| Carolin Golubytskyi | Florett   | Freilos  | Freilos  | Thompson     | 15-5         | Sugawara      | 6-15          | ausgeschieden | ausgeschieden | ausgeschieden | ausgeschieden | 9        |
| Anja Schache        | Florett   | Freilos  | Freilos  | Lamonova     | 2-15         | ausgeschieden | ausgeschieden | ausgeschieden | ausgeschieden | ausgeschieden | ausgeschieden | 23       |
| Alexandra Bujdosó   | Säbel     | Cloutier | 15-2     | Tan          | 6-15         | ausgeschieden | ausgeschieden | ausgeschieden | ausgeschieden | ausgeschieden | ausgeschieden | 30       |
| Männer              |           |          |          |              |              |               |               |               |               |               |               |          |
| Benjamin Kleibrink  | Florett   | Freilos  | Freilos  | Chida        | 15-10        | Lei           | 15-7          | Zhu           | 15-4          | Ota           | 15-4          | Gold     |
| Peter Joppich       | Florett   | Freilos  | Freilos  | Kruse        | 10-9         | Ota           | 12-15         | ausgeschieden | ausgeschieden | ausgeschieden | ausgeschieden | 5        |
| Nicolas Limbach     | Säbel     | Freilos  | Freilos  | Koniusz      | 15-7         | Bujkewitsch   | 12-15         | ausgeschieden | ausgeschieden | ausgeschieden | ausgeschieden | 9        |

Melanie Wolgast war als Ersatzkandidatin für den Florettwettkampf der Frauen nominiert.

### Fußball
| Wettbewerb       | Frauen |
| ---------------- | --- |
| Athleten         | Nadine Angerer Fatmire Bajramaj Saskia Bartusiak Melanie Behringer Linda Bresonik Kerstin Garefrekes Ariane Hingst Ursula Holl Annike Krahn Simone Laudehr Renate Lingor Anja Mittag Célia Okoyino da Mbabi Babett Peter Conny Pohlers Birgit Prinz Sandra Smisek Kerstin Stegemann |
| Trainerin        | Silvia Neid |
| Gruppenphase     | Brasilien 0:0 Nigeria 1:0 (1:0) Nordkorea 1:0 (1:0) |
| Viertelfinale    | Schweden 2:0 n. V. (0:0, 0:1) |
| Halbfinale       | Brasilien 4:1 (1:1) |
| Spiel um Platz 3 | Japan 2:0 (0:0) |
| Platzierung      | Bronze |

### Gewichtheben
| Athlet           | Wettkampf          | Reißen  | Reißen | Stoßen  | Stoßen | Gesamt  | Rang |
| Athlet           | Wettkampf          | Gewicht | Rang   | Gewicht | Rang   | Gewicht | Rang |
| ---------------- | ------------------ | ------- | ------ | ------- | ------ | ------- | ---- |
| Frauen           |                    |         |        |         |        |         |      |
| Julia Rohde      | Klasse bis 53 kg   | 82 kg   | 7      | 103 kg  | 8      | 185 kg  | 7    |
| Männer           |                    |         |        |         |        |         |      |
| Artyom Shaloyan  | Klasse bis 69 kg   | 135 kg  | 16     | 165 kg  | 15     | 300 kg  | 14   |
| Jürgen Spieß     | Klasse bis 94 kg   | 173 kg  | 10     | 211 kg  | 9      | 384 kg  | 9    |
| Matthias Steiner | Klasse über 105 kg | 203 kg  | 4      | 258 kg  | 1      | 461 kg  | Gold |
| Almir Velagic    | Klasse über 105 kg | 188 kg  | 7      | 225 kg  | 8      | 413 kg  | 9    |

### Handball
| Wettbewerb        | Frauen | Männer |
| ----------------- | --- | --- |
| Athleten          | Anja Althaus Maren Baumbach Sabine Englert Nadine Härdter Mandy Hering Grit Jurack Nadine Krause Anna Loerper Stefanie Melbeck Anne Müller Sabrina Neukamp Laura Steinbach Clara Woltering Nina Wörz | Johannes Bitter Henning Fritz Michael Haaß Holger Glandorf Pascal Hens Torsten Jansen Florian Kehrmann Dominik Klein Andrej Klimovets Oliver Köhrmann Michael Kraus Oliver Roggisch Christian Schwarzer Christian Zeitz |
| P-Akkreditierung* | Katja Schülke | Sven-Sören Christophersen |
| Trainer           | Armin Emrich | Heiner Brand |
| Gruppenphase      | Brasilien 24:22 (11:12) Südkorea 20:30 (9:12) Ungarn 24:25 (14:12) Schweden 26:27 (13:13) Russland 29:30 (14:16)                                                                                     | Südkorea 27:23 (10:13) Island 29:33 (14:17) Ägypten 25:23 (14:14) Russland 24:24 (10:11) Dänemark 21:27 (12:15) |
| Viertelfinale     | ausgeschieden | ausgeschieden |
| Halbfinale        | ausgeschieden | ausgeschieden |
| Finale            | ausgeschieden | ausgeschieden |
| Platzierung       | 11 | 9 |

Bei den Männern stand ursprünglich Lars Kaufmann im Aufgebot, der aber wegen eines Muskelfaserrisses, den er sich beim Training im Vorbereitungslager in Zhuhai zugezogen hatte, seine Teilnahme absagen musste. Für ihn wurde Michael Haaß nachnominiert.

### Hockey

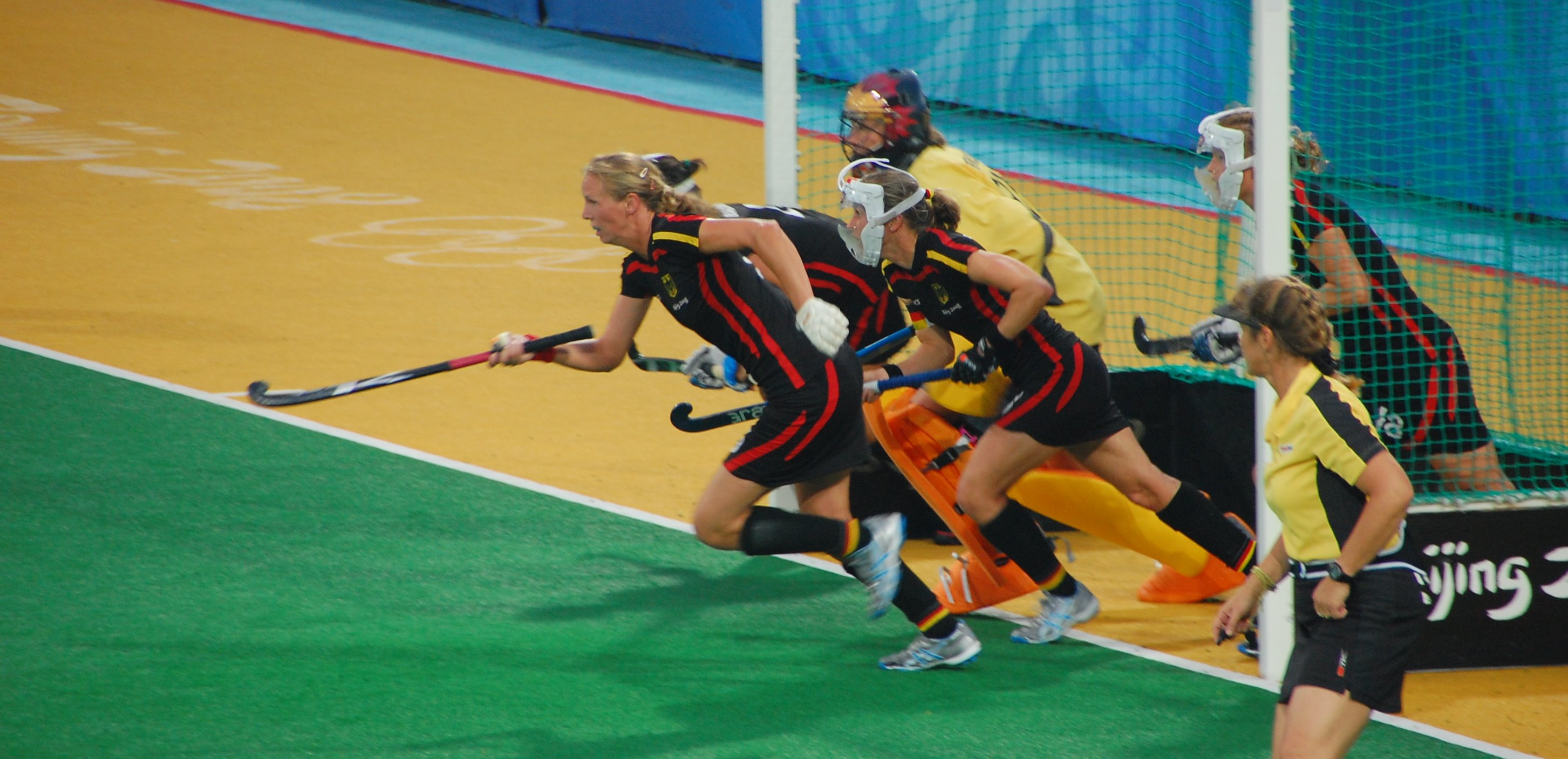
Spielszene aus dem Damenhalbfinale Deutschland gegen China

Die Herrenmannschaft wurde Olympiasieger. Sie spielte im Finale gegen Spanien und gewann das Spiel mit 1:0. Das Tor schoss Christopher Zeller.
| Wettbewerb        | Frauen | Männer |
| ----------------- | --- | --- |
| Athleten          | Tina Bachmann Janine Beermann Pia Eidmann Mandy Haase Martina Heinlein Eileen Hoffmann Natascha Keller Anke Kühn Julia Müller Janne Müller-Wieland Kristina Reynolds Fanny Rinne Marion Rodewald Katharina Scholz Christina Schütze Maike Stöckel | Sebastian Biederlack Moritz Fürste Tobias Hauke Florian Keller Oliver Korn Niklas Meinert Maximilian Müller Juan Carlos Nevado Max Weinhold Tibor Weißenborn Benjamin Wess Timo Wess Philip Witte Matthias Witthaus Christopher Zeller Philipp Zeller |
| P-Akkreditierung* | Yvonne Frank Lina Geyer | Jan-Marco Montag (in den Kader nachgerückt) Christian Schulte |
| Trainer           | Michael Behrmann | Markus Weise |
| Gruppenphase      | Großbritannien 5:1 Neuseeland 2:1 Vereinigte Staaten 2:4 Argentinien 0:4 Japan 1:0 | China 4:1 Belgien 1:1 Südkorea 3:3 Spanien 1:0 Neuseeland 3:1 |
| Halbfinale        | China 2:3 | Niederlande 3:4 i.P. (1:1) |
| Spiel um Platz 3  | Argentinien 1:3 | – |
| Finale            | – | Spanien 1:0 |
| Platzierung       | 4 | Gold |

### Judo
| Athlet                     | Wettkampf   | Vorrunde   | Vorrunde    | Runde 1       | Runde 1       | Achtelfinale  | Achtelfinale  | Viertelfinale | Viertelfinale | Halbfinale    | Halbfinale    | Hoffnungsrunde Achtelfinale | Hoffnungsrunde Achtelfinale | Hoffnungsrunde Viertelfinale | Hoffnungsrunde Viertelfinale | Hoffnungsrunde Halbfinale | Hoffnungsrunde Halbfinale | Finale        | Finale        | Rang          |
| Athlet                     | Wettkampf   | Gegner     | Ergebnis    | Gegner        | Ergebnis      | Gegner        | Ergebnis      | Gegner        | Ergebnis      | Gegner        | Ergebnis      | Gegner                      | Ergebnis                    | Gegner                       | Ergebnis                     | Gegner                    | Ergebnis                  | Gegner        | Ergebnis      | Rang          |
| -------------------------- | ----------- | ---------- | ----------- | ------------- | ------------- | ------------- | ------------- | ------------- | ------------- | ------------- | ------------- | --------------------------- | --------------------------- | ---------------------------- | ---------------------------- | ------------------------- | ------------------------- | ------------- | ------------- | ------------- |
| Frauen                     |             |            |             |               |               |               |               |               |               |               |               |                             |                             |                              |                              |                           |                           |               |               |               |
| Michaela Baschin           | bis 48 kg   | Freilos    | Freilos     | Freilos       | Freilos       | Moussa        | 0101 - 0000   | Bermoy        | 0000 - 0001   | ausgeschieden | ausgeschieden | Freilos                     | Freilos                     | Bogdanova                    | 0000-0001                    | ausgeschieden             | ausgeschieden             | ausgeschieden | ausgeschieden | ausgeschieden |
| Romy Tarangul              | bis 52 kg   | Freilos    | Freilos     | Dijuraeva     | 1101 - 0000   | Nakamura      | 0000 - 0001   | ausgeschieden | ausgeschieden | Freilos       | Freilos       | Heylen                      | 0000 - 0002                 | ausgeschieden                | ausgeschieden                | ausgeschieden             | ausgeschieden             | ausgeschieden | ausgeschieden | ausgeschieden |
| Yvonne Bönisch             | bis 57 kg   | Freilos    | Freilos     | Quintavalle   | 0001 - 0101   | ausgeschieden | ausgeschieden | ausgeschieden | ausgeschieden | ausgeschieden | ausgeschieden | Erdenet-Od                  | 0110 - 0001                 | Harel                        | 0000 - 0001                  | ausgeschieden             | ausgeschieden             | ausgeschieden | ausgeschieden | ausgeschieden |
| Anna von Harnier           | bis 63 kg   | Aʻetonu    | 1000 - 0000 | Battögs       | 1001 - 0000   | Decosse       | 0001 - 1001   | ausgeschieden | ausgeschieden | ausgeschieden | ausgeschieden | Freilos                     | Freilos                     | Žolnir                       | 0000 - 0200                  | ausgeschieden             | ausgeschieden             | ausgeschieden | ausgeschieden | ausgeschieden |
| Annett Böhm                | bis 70 kg   | Freilos    | Freilos     | Mendy         | 1000 - 0000   | Smal          | 1001 - 0010   | Iglesias      | 1000 - 0000   | Hernández     | 0010 - 1000   |                             |                             | Rousey                       | 0001 - 0010                  | ausgeschieden             | ausgeschieden             | ausgeschieden | ausgeschieden | ausgeschieden |
| Heide Wollert              | bis 78 kg   | Freilos    | Freilos     | Pryschtschepa | 0011 - 0010   | Yusuf         | 1000 - 0000   | Jeong         | 0000 - 1002   | ausgeschieden | ausgeschieden | Freilos                     | Freilos                     | Rogers                       | 0010 - 0001                  | Possamaï                  | 0000 - 0200               | ausgeschieden | ausgeschieden | ausgeschieden |
| Sandra Köppen-Zuckschwerdt | über 78 kg  | Freilos    | Freilos     | Shepherd      | 0000 - 0110   | ausgeschieden | ausgeschieden | ausgeschieden | ausgeschieden | ausgeschieden | ausgeschieden | ausgeschieden               | ausgeschieden               | ausgeschieden                | ausgeschieden                | ausgeschieden             | ausgeschieden             | ausgeschieden | ausgeschieden | ausgeschieden |
| Männer                     |             |            |             |               |               |               |               |               |               |               |               |                             |                             |                              |                              |                           |                           |               |               |               |
| Ole Bischof                | bis 81 kg   | Freilos    | Freilos     | Əzizov        | 0020 - 0011   | Stevens       | 0011 - 0001   | Camilo        | 0200 - 0000   | Hontjuk       | 0011 - 0001   |                             |                             |                              |                              |                           |                           | Kim           | 0010 - 0000   | Gold          |
| Michael Pinske             | bis 90 kg   | Aschwanden | 0000 - 0010 | ausgeschieden | ausgeschieden | ausgeschieden | ausgeschieden | ausgeschieden | ausgeschieden | ausgeschieden | ausgeschieden | ausgeschieden               | ausgeschieden               | ausgeschieden                | ausgeschieden                | ausgeschieden             | ausgeschieden             | ausgeschieden | ausgeschieden | ausgeschieden |
| Benjamin Behrla            | bis 100 kg  | Gasymov    | 1100 - 0001 | Tüwschinbajar | 0001 - 0021   | ausgeschieden | ausgeschieden | ausgeschieden | ausgeschieden | ausgeschieden | ausgeschieden | Suzuki                      | 1000 - 0000                 | Jang                         | 0000 - 1000                  | ausgeschieden             | ausgeschieden             | ausgeschieden | ausgeschieden | ausgeschieden |
| Andreas Tölzer             | über 100 kg | Freilos    | Freilos     | Tangriyev     | 0000 - 0211   | ausgeschieden | ausgeschieden | ausgeschieden | ausgeschieden | ausgeschieden | ausgeschieden | Wojnarowicz                 | 0100 - 0010                 | Riner                        | 0010 - 0020                  | ausgeschieden             | ausgeschieden             | ausgeschieden | ausgeschieden | ausgeschieden |

### Kanu

#### Kanurennen
| Athleten                                                            | Wettbewerb | Vorlauf      | Vorlauf | Halbfinale   | Halbfinale | Finale        | Finale        | Rang          |
| Athleten                                                            | Wettbewerb | Zeit         | Rang    | Zeit         | Rang       | Zeit          | Rang          | Rang          |
| ------------------------------------------------------------------- | ---------- | ------------ | ------- | ------------ | ---------- | ------------- | ------------- | ------------- |
| Frauen                                                              |            |              |         |              |            |               |               |               |
| Katrin Wagner-Augustin                                              | K-1 500 m  | 1:48,875 min | 1       | Bye          | Bye        | 1:51,022 min  | 3             | Bronze        |
| Fanny Fischer Nicole Reinhardt                                      | K-2 500 m  | 1:43,412 min | 1       | Bye          | Bye        | 1:42,899 min  | 4             | 5             |
| Katrin Wagner-Augustin Fanny Fischer Nicole Reinhardt Conny Waßmuth | K-4 500 m  | 1:33,912 min | 1       | Bye          | Bye        | 1:32,231 min  | 1             | Gold          |
| Männer                                                              |            |              |         |              |            |               |               |               |
| Jonas Ems                                                           | K-1 500 m  | 1:38,819 min | 2       | 1:44,717 min | 6          | ausgeschieden | ausgeschieden | ausgeschieden |
| Max Hoff                                                            | K-1 1000 m | 3:30,316 min | 3       | 3:32,847 min | 1          | 3:29,391 min  | 5             | 5             |
| Ronald Rauhe Tim Wieskötter                                         | K-2 500 m  | 1:28,736 min | 1       | –            | –          | 1:28,827 min  | 2             | Silber        |
| Martin Hollstein Andreas Ihle                                       | K-2 1000 m | 3:15,987 min | 1       | –            | –          | 3:11,809 min  | 1             | Gold          |
| Lutz Altepost Norman Bröckl Torsten Eckbrett Björn Goldschmidt      | K-4 1000 m | 2:57,148 min | 1       | –            | –          | 2:56,676 min  | 3             | Bronze        |
| Andreas Dittmer                                                     | C-1 500 m  | 1:49,527 min | 4       | 1:53,182 min | 4          | ausgeschieden | ausgeschieden | ausgeschieden |
| Andreas Dittmer                                                     | C-1 1000 m | 4:00,505 min | 2       | 3:58,595 min | 2          | 3:57,894 min  | 8             | 8             |
| Christian Gille Tomasz Wylenzek                                     | C-2 500 m  | 1:41,513 min | 1       | −            | −          | 1:41,964 min  | 3             | Bronze        |
| Christian Gille Tomasz Wylenzek                                     | C-2 1000 m | 3:40,939 min | 1       | −            | −          | 3:36,588 min  | 2             | Silber        |

Carolin Leonhardt musste krankheitsbedingt durch Conny Waßmuth ersetzt werden.

#### Kanuslalom
| Athleten                       | Wettbewerb | Vorlauf  | Vorlauf | Halbfinale | Halbfinale | Finale        | Finale        | Rang          |
| Athleten                       | Wettbewerb | Zeit     | Rang    | Zeit       | Rang       | Zeit          | Rang          | Rang          |
| ------------------------------ | ---------- | -------- | ------- | ---------- | ---------- | ------------- | ------------- | ------------- |
| Frauen                         |            |          |         |            |            |               |               |               |
| Jennifer Bongardt              | K-1        | 189,37 s | 4       | 203,29 s   | 15         | ausgeschieden | ausgeschieden | ausgeschieden |
| Männer                         |            |          |         |            |            |               |               |               |
| Alexander Grimm                | K-1        | 169,26 s | 4       | 87,31 s    | 4          | 84,39 s       | 1             | Gold          |
| Jan Benzien                    | C-1        | 92,23 s  | 1       | 95,63 s    | 1          | 97,90 s       | 5             | 5             |
| Felix Michel Sebastian Piersig | C-2        | 192,37 s | 5       | 94,38 s    | 1          | 110,05 s      | 6             | 6             |

### Leichtathletik
Laufen und Gehen
| Athleten                                                                                | Wettbewerb        | Vorlauf     | Vorlauf | Viertelfinale | Viertelfinale | Halbfinale    | Halbfinale    | Finale        | Finale        | Rang          |
| Athleten                                                                                | Wettbewerb        | Zeit        | Rang    | Zeit          | Rang          | Zeit          | Rang          | Zeit          | Rang          | Rang          |
| --------------------------------------------------------------------------------------- | ----------------- | ----------- | ------- | ------------- | ------------- | ------------- | ------------- | ------------- | ------------- | ------------- |
| Frauen                                                                                  |                   |             |         |               |               |               |               |               |               |               |
| Sabrina Mockenhaupt                                                                     | 10.000 m          | –           | –       | –             | –             | –             | –             | 31:14,21 min  | 13            | 13            |
| Susanne Hahn                                                                            | Marathon          | –           | –       | –             | –             | –             | –             | 2:38:31 h     | 52            | 52            |
| Melanie Kraus                                                                           | Marathon          | –           | –       | –             | –             | –             | –             | 2:35:17 h     | 30            | 30            |
| Melanie Seeger                                                                          | 20 km Gehen       | –           | –       | –             | –             | –             | –             | 1:31:56 h     | 23            | 23            |
| Sabine Zimmer                                                                           | 20 km Gehen       | –           | –       | –             | –             | –             | –             | 1:30:19 h     | 15            | 15            |
| Carolin Nytra                                                                           | 100 m Hürden      | 12,95 s     | 4       | –             | –             | 12,99 s       | 7             | ausgeschieden | ausgeschieden | ausgeschieden |
| Antje Möldner                                                                           | 3000 m Hindernis  | 9:29,86 min | 7       | –             | –             | –             | –             | ausgeschieden | ausgeschieden | ausgeschieden |
| Anne Möllinger Verena Sailer Cathleen Tschirch Marion Wagner Katja Wakan                | 4 × 100-m-Staffel | 43,59 s     | 3       | –             | –             | –             | –             | 43,28 s       | 5             | 5             |
| Esther Cremer Florence Ekpo-Umoh Claudia Hoffmann Sorina Nwachukwu Jonna Tilgner        | 4 × 400-m-Staffel | 3:25,55 min | 4       | –             | –             | –             | –             | 3:28,45 min   | 8             | 8             |
| Männer                                                                                  |                   |             |         |               |               |               |               |               |               |               |
| Tobias Unger                                                                            | 100 m             | 10,46 s     | 4       | 10,36 s       | 7             | ausgeschieden | ausgeschieden | ausgeschieden | ausgeschieden | ausgeschieden |
| Carsten Schlangen                                                                       | 1500 m            | 3:36,34 min | 6       | –             | –             | 3:37,94 min   | 8             | ausgeschieden | ausgeschieden | ausgeschieden |
| André Höhne                                                                             | 20 km Gehen       | –           | –       | –             | –             | –             | –             | 1:23,13 min   | 25            | 25            |
| André Höhne                                                                             | 50 km Gehen       | –           | –       | –             | –             | –             | –             | 3:49,52 min   | 12            | 12            |
| Marius Broening Till Helmke Martin Keller Alexander Kosenkow Ronny Ostwald Tobias Unger | 4 × 100-m-Staffel | 38,93 s     | 3       | –             | –             | –             | –             | 38,58 s       | 38,58 s       | 5             |
| Ruwen Faller Kamghe Gaba Simon Kirch Florian Seitz Bastian Swillims                     | 4 × 400-m-Staffel | 3:03,49 min | 4       | –             | –             | –             | –             | ausgeschieden | ausgeschieden | ausgeschieden |

Springen und Werfen
| Athleten             | Wettbewerb     | Qualifikation | Qualifikation | Finale        | Finale        | Rang |
| Athleten             | Wettbewerb     | Weite/Höhe    | Rang          | Weite/Höhe    | Rang          | Rang |
| -------------------- | -------------- | ------------- | ------------- | ------------- | ------------- | ---- |
| Frauen               |                |               |               |               |               |      |
| Ariane Friedrich     | Hochsprung     | 1,93 m        | 5             | 1,96 m        | 7             | 7    |
| Carolin Hingst       | Stabhochsprung | 4,50 m        | 10            | 4,65 m        | 6             | 6    |
| Anastasija Reiberger | Stabhochsprung | 4,40 m        | 14            | ausgeschieden | ausgeschieden | 14   |
| Silke Spiegelburg    | Stabhochsprung | 4,50 m        | 12            | 4,65 m        | 7             | 7    |
| Denise Hinrichs      | Kugelstoßen    | 18,36 m       | 16            | ausgeschieden | ausgeschieden | 16   |
| Nadine Kleinert      | Kugelstoßen    | 18,52 m       | 11            | 19,01 m       | 7             | 7    |
| Christina Schwanitz  | Kugelstoßen    | 19,09 m       | 5             | 18,27 m       | 11            | 11   |
| Betty Heidler        | Hammerwurf     | 71,51 m       | 7             | 70,06 m       | 9             | 9    |
| Kathrin Klaas        | Hammerwurf     | 67,54 m       | 22            | ausgeschieden | ausgeschieden | 22   |
| Katharina Molitor    | Speerwurf      | 60,92 m       | 9             | 59,64 m       | 8             | 8    |
| Steffi Nerius        | Speerwurf      | 63,94 m       | 3             | 65,29 m       | 5             | 5    |
| Christina Obergföll  | Speerwurf      | 67,52 m       | 2             | 66,13 m       | 2             | 2    |
| Männer               |                |               |               |               |               |      |
| Raúl Spank           | Hochsprung     | 2,29 m        | 5             | 2,32 m        | 5             | 5    |
| Danny Ecker          | Stabhochsprung | 5,65 m        | 9             | 5,70 m        | 6             | 6    |
| Raphael Holzdeppe    | Stabhochsprung | 5,65 m        | 3             | 5,60 m        | 8             | 8    |
| Tim Lobinger         | Stabhochsprung | 5,55 m        | 16            | ausgeschieden | ausgeschieden | 16   |
| Sebastian Bayer      | Weitsprung     | 7,77 m        | 23            | ausgeschieden | ausgeschieden | 23   |
| Peter Sack           | Kugelstoßen    | 20,01 m       | 13            | ausgeschieden | ausgeschieden | 13   |
| Robert Harting       | Diskuswurf     | 64,19 m       | 8             | 67,09 m       | 4             | 4    |
| Markus Esser         | Hammerwurf     | 77,60 m       | 6             | 77,10 m       | 7             | 7    |
| Stephan Steding      | Speerwurf      | 70,05 m       | 32            | ausgeschieden | ausgeschieden | 32   |
| Alexander Vieweg     | Speerwurf      | 67,49 m       | 35            | ausgeschieden | ausgeschieden | 35   |

Mehrkampf
| Athletinnen          | 100 m Hürden | 100 m Hürden | Hochsprung | Hochsprung | Kugelstoßen | Kugelstoßen | 200 m   | 200 m  | Weitsprung | Weitsprung | Speerwurf | Speerwurf | 800 m       | 800 m  | Punkte | Rang |
| Athletinnen          | Zeit         | Punkte       | Höhe       | Punkte     | Weite       | Punkte      | Zeit    | Punkte | Weite      | Punkte     | Weite     | Punkte    | Zeit        | Punkte | Punkte | Rang |
| -------------------- | ------------ | ------------ | ---------- | ---------- | ----------- | ----------- | ------- | ------ | ---------- | ---------- | --------- | --------- | ----------- | ------ | ------ | ---- |
| Siebenkampf Frauen   |              |              |            |            |             |             |         |        |            |            |           |           |             |        |        |      |
| Sonja Kesselschläger | 13,50 s      | 1050         | 1,77 m     | 941        | 14,33 m     | 816         | 25,50 s | 841    | 6,04 m     | 862        | 44,28 m   | 750       | 2:15,94 min | 880    | 6140   | 16 * |
| Jennifer Oeser       | 13,57 s      | 1040         | 1,80 m     | 978        | 13,62 m     | 769         | 24,67 s | 917    | 6,16 m     | 899        | 47,53 m   | 812       | 2:11,33 min | 945    | 6360   | 11 * |
| Lilli Schwarzkopf    | 13,73 s      | 1017         | 1,80 m     | 978        | 14,61 m     | 835         | 25,25 s | 864    | 5,96 m     | 837        | 51,88 m   | 897       | 2:10,91 min | 951    | 6379   | 8 *  |

| Athleten         | 100 m   | 100 m | Weitsprung | Weitsprung | Kugelstoßen | Kugelstoßen | Hochsprung | Hochsprung | 400 m   | 400 m | 110 m Hürden | 110 m Hürden | Diskuswurf | Diskuswurf | Stabhochsprung | Stabhochsprung | Speerwurf | Speerwurf | 1500 m      | 1500 m | Punkte | Rang |
| Athleten         | Zeit    | Pkte. | Weite      | Pkte.      | Weite       | Pkte.       | Höhe       | Pkte.      | Zeit    | Pkte. | Zeit         | Pkte.        | Weite      | Pkte.      | Höhe           | Pkte.          | Weite     | Pkte.     | Zeit        | Pkte.  | Punkte | Rang |
| ---------------- | ------- | ----- | ---------- | ---------- | ----------- | ----------- | ---------- | ---------- | ------- | ----- | ------------ | ------------ | ---------- | ---------- | -------------- | -------------- | --------- | --------- | ----------- | ------ | ------ | ---- |
| Zehnkampf Männer |         |       |            |            |             |             |            |            |         |       |              |              |            |            |                |                |           |           |             |        |        |      |
| Arthur Abele     | 10,90 s | 883   | 6,47 m     | 691        | 13,55 m     | 701         | 1,90 m     | 714        | DNS     | DNS   | DNS          | DNS          | DNS        | DNS        | DNS            | DNS            | DNS       | DNS       | DNS         | DNS    | DNS    | DNS  |
| André Niklaus    | 11,12 s | 834   | 7,29 m     | 883        | 13,23 m     | 681         | 2,05 m     | 850        | 49,65 s | 831   | 14,37 s      | 927          | 45,39 m    | 775        | 5,20 m         | 972            | 60,21 m   | 741       | 4:32,90 min | 726    | 8220   | 7    |
| Michael Schrader | 10,80 s | 906   | 7,70 m     | 985        | 13,67 m     | 708         | 1,99 m     | 794        | 48,47 s | 886   | 14,71 s      | 885          | 40,41 m    | 673        | 4,80 m         | 849            | 60,27 m   | 742       | 4:26,77 min | 766    | 8194   | 9    |

Irina Mikitenko (Marathon), Ralf Bartels (Kugelstoßen), Eike Onnen (Hochsprung), Bianca Kappler (Weitsprung) und Franka Dietzsch (Diskuswurf) sagten nach ihrer Nominierung die Teilnahme aus gesundheitlichen Gründen ab.

### Moderner Fünfkampf
| Athleten         | Schießen | Schießen | Fechten | Fechten | Schwimmen   | Schwimmen | Reiten   | Reiten | 3000 m Laufen | 3000 m Laufen | Punkte | Rang |
| Athleten         | Scheiben | Punkte   | Bilanz  | Punkte  | Zeit        | Punkte    | Zeit     | Punkte | Zeit          | Punkte        | Punkte | Rang |
| ---------------- | -------- | -------- | ------- | ------- | ----------- | --------- | -------- | ------ | ------------- | ------------- | ------ | ---- |
| Frauen           |          |          |         |         |             |           |          |        |               |               |        |      |
| Lena Schöneborn  | 177      | 1060     | 28:7    | 1072    | 2:16,91 min | 1280      | 68,05 s  | 1172   | 10:28,82 min  | 1208          | 5792   | Gold |
| Eva Trautmann    | 168      | 952      | 9:26    | 616     | 2:17,17 min | 1376      | 80,46 s  | 1024   | 10:40,25 min  | 1160          | 5082   | 29   |
| Männer           |          |          |         |         |             |           |          |        |               |               |        |      |
| Steffen Gebhardt | 183      | 1132     | 18:17   | 832     | 2:06,84 min | 1280      | 82,61 s  | 1128   | 9:33,97 min   | 1108          | 1463   | 6    |
| Eric Walther     | 172      | 1000     | 20:15   | 880     | 2:00,84 min | 1352      | 106,18 s | 892    | 9:18,55 min   | 1168          | 5292   | 16   |

### Radsport

#### Bahn
| Athleten                                                           | Wettbewerb | Qualifikation | Qualifikation | Runde 1     | Runde 1  | Runde 2     | Runde 2  | Hoffnungslauf 2   | Hoffnungslauf 2 | Viertelfinale | Viertelfinale      | Halbfinale    | Halbfinale         | Finals                            | Finals         | Rang   |
| Athleten                                                           | Wettbewerb | Zeit          | Rang          | Gegner      | Zeit     | Gegner      | Zeit     | Gegner            | Zeit            | Gegner        | Zeit               | Gegner        | Zeit               | Gegner                            | Zeit           | Rang   |
| ------------------------------------------------------------------ | ---------- | ------------- | ------------- | ----------- | -------- | ----------- | -------- | ----------------- | --------------- | ------------- | ------------------ | ------------- | ------------------ | --------------------------------- | -------------- | ------ |
| Männer                                                             |            |               |               |             |          |             |          |                   |                 |               |                    |               |                    |                                   |                |        |
| Maximilian Levy                                                    | Sprint     | 10,865 s      | 6             | Teun Mulder | 10,840 s | Ryan Bayley | 10,763 s | −                 | −               | Teun Mulder   | 10,689 s; 10,660 s | Jason Kenny   | 10,594 s; 10,335 s | Mickaël Bourgain                  | N; 10,666 s; N | 4      |
| Stefan Nimke                                                       | Sprint     | 10,064 s      | 3             | Zhang Lei   | 10,828 s | Teun Mulder | 10,888 s | Azizulhasni Awang | N               | ausgeschieden | ausgeschieden      | ausgeschieden | ausgeschieden      | Finale um Platz 9 Roberto Chiappa | 11,051 s       | 9      |
| Stefan Nimke                                                       | Sprint     | 10,064 s      | 3             | Zhang Lei   | 10,828 s | Teun Mulder | 10,888 s | Roberto Chiappa   | N               | ausgeschieden | ausgeschieden      | ausgeschieden | ausgeschieden      | Ryan Bayley                       | 11,051 s       | 9      |
| Stefan Nimke                                                       | Sprint     | 10,064 s      | 3             | Zhang Lei   | 10,828 s | Teun Mulder | 10,888 s | Roberto Chiappa   | N               | ausgeschieden | ausgeschieden      | ausgeschieden | ausgeschieden      | Kazunari Watanabe                 | 11,051 s       | 9      |
| Maximilian Levy Stefan Nimke René Enders Ersatz: Robert Förstemann | Teamsprint | 44,197 s      | 3             | Japan       | 43,699 s | −           | −        | −                 | −               | −             | −                  | −             | −                  | Finale um Bronze Australien       | 44,014 s       | Bronze |

Keirin
| Athleten          | Wettbewerb | Runde 1 | Hoffnungslauf | Runde 2       | Finale        | Rang          |
| Athleten          | Wettbewerb | Rang    | Rang          | Rang          | Rang          | Rang          |
| ----------------- | ---------- | ------- | ------------- | ------------- | ------------- | ------------- |
| Männer            |            |         |               |               |               |               |
| Maximilian Levy   | Keirin     | 5       | −             | 3             | 5             | 5             |
| Carsten Bergemann | Keirin     | 7       | 2             | ausgeschieden | ausgeschieden | ausgeschieden |

Omnium
| Athleten                 | Wettbewerb   | Punkte | Runden | Rang   |
| ------------------------ | ------------ | ------ | ------ | ------ |
| Frauen                   |              |        |        |        |
| Verena Jooß              | Punkterennen | DNF    | DNF    | DNF    |
| Männer                   |              |        |        |        |
| Roger Kluge              | Punkterennen | 58     | 2      | Silber |
| Roger Kluge Olaf Pollack | Madison      | 15     | −1     | 5      |

Verfolgung
| Athleten    | Wettbewerb       | Qualifikation | Qualifikation | Halbfinale    | Halbfinale    | Finale        | Finale        | Rang          |
| Athleten    | Wettbewerb       | Zeit          | Rang          | Gegner        | Rang          | Gegner        | Rang          | Rang          |
| ----------- | ---------------- | ------------- | ------------- | ------------- | ------------- | ------------- | ------------- | ------------- |
| Männer      |                  |               |               |               |               |               |               |               |
| Verena Jooß | Einzelverfolgung | 3:34,480 min  | 11            | ausgeschieden | ausgeschieden | ausgeschieden | ausgeschieden | ausgeschieden |

#### Mountainbike
| Athleten         | Wettbewerb    | Zeit      | Rang |
| ---------------- | ------------- | --------- | ---- |
| Frauen           |               |           |      |
| Adelheid Morath  | Cross-Country | 2:02:25 h | 18   |
| Sabine Spitz     | Cross-Country | 1:45:11 h | Gold |
| Männer           |               |           |      |
| Manuel Fumic     | Cross-Country | 2:01:16 h | 11   |
| Wolfram Kurschat | Cross-Country | LAP       | 33   |
| Moritz Milatz    | Cross-Country | 2:02:25 h | 16   |

#### Straße
| Athleten          | Wettbewerb       | Zeit         | Rang |
| ----------------- | ---------------- | ------------ | ---- |
| Frauen            |                  |              |      |
| Judith Arndt      | Straßenrennen    | 3:33:51 h    | 41   |
| Hanka Kupfernagel | Straßenrennen    | 3:33:25 h    | 39   |
| Trixi Worrack     | Straßenrennen    | 36:35,05 min | 11   |
| Judith Arndt      | Einzelzeitfahren | 35:59,77 min | 6    |
| Hanka Kupfernagel | Einzelzeitfahren | 3:32:52 h    | 20   |
| Männer            |                  |              |      |
| Gerald Ciolek     | Straßenrennen    | DNF          | DNF  |
| Bert Grabsch      | Straßenrennen    | DNF          | DNF  |
| Stefan Schumacher | Straßenrennen    | DNF          | DNF  |
| Jens Voigt        | Straßenrennen    | DNF          | DNF  |
| Fabian Wegmann    | Straßenrennen    | 6:26:17 h    | 21   |
| Bert Grabsch      | Einzelzeitfahren | 1:05:26 h    | 14   |
| Stefan Schumacher | Einzelzeitfahren | 1:05:25 h    | 13   |

### Reiten
| Dressur                                                                             |            |            |            |               |               |               |
| Athleten                                                                            | Wettbewerb | Prozent    | Prozent    | Prozent       | Ergebnis      | Rang          |
| Athleten                                                                            | Wettbewerb | Grand Prix | GP Spécial | GP Kür        | Ergebnis      | Rang          |
| Nadine Capellmann mit Elvis VA                                                      | Einzel     | 70,083     | 67,240     | ausgeschieden | ausgeschieden | ausgeschieden |
| Heike Kemmer mit Bonaparte                                                          | Einzel     | 72,250     | 72,960     | 82,946        | 74,445        | Bronze        |
| Isabell Werth mit Satchmo                                                           | Einzel     | 76,417     | 75,200     | 87,142        | 76,650        | Silber        |
| Nadine Capellmann mit Elvis VA Heike Kemmer mit Bonaparte Isabell Werth mit Satchmo | Mannschaft | 72,917     | −          | −             | 72,917        | Gold          |

| Springen |            |               |               |               |               |               |             |        |
| Athleten | Wettbewerb | Strafpunkte   | Strafpunkte   | Strafpunkte   | Strafpunkte   | Strafpunkte   | Gesamt      | Gesamt |
| Athleten | Wettbewerb | Qualifikation | Qualifikation | Qualifikation | Einzelfinale  | Einzelfinale  | Gesamt      | Gesamt |
| Athleten | Wettbewerb | 1. Umlauf     | 2. Umlauf     | 3. Umlauf     | 1. Umlauf     | 2. Umlauf     | Strafpunkte | Rang   |
| Christian Ahlmann mit Coster | Einzel     | 10            | 8             | 4             | ausgeschieden | ausgeschieden | 22          | 31     |
| Ludger Beerbaum mit All Inclusive | Einzel     | 10            | 8             | 6             | 4             | 0             | 8           | 7      |
| Marco Kutscher mit Cornet Obolensky | Einzel     | 6             | 13            | 29            | ausgeschieden | ausgeschieden | 38          | 43     |
| Meredith Michaels-Beerbaum mit Shutterfly | Einzel     | 6             | 4             | 4             | 4             | 0             | 4           | 4      |
| Christian Ahlmann mit Coster Ludger Beerbaum mit All Inclusive Marco Kutscher mit Cornet Obolensky Meredith Michaels-Beerbaum mit Shutterfly | Mannschaft | –             | –             | –             | 20            | 34            | 34          | 4      |

| Vielseitigkeit |            |                     |                     |                      |                      |             |        |
| Athleten | Wettbewerb | Minuspunkte Dressur | Minuspunkte Gelände | Minuspunkte Springen | Minuspunkte Springen | Gesamt      | Gesamt |
| Athleten | Wettbewerb | Minuspunkte Dressur | Minuspunkte Gelände | Qualifikation        | Finale               | Minuspunkte | Rang   |
| Andreas Dibowski mit Butts Leon | Einzel     | 39,60               | 17,60               | 0,00                 | 8,00                 | 65,20       | 8      |
| Ingrid Klimke mit Abraxxas | Einzel     | 33,50               | 17,20               | 4,00                 | 5,00                 | 59,70       | 5      |
| Frank Ostholt mit Mr, Medicott | Einzel     | 44,60               | 13,20               | 0,00                 | ausgeschieden        | 57,80       | 25     |
| Hinrich Romeike mit Marius | Einzel     | 37,40               | 12,80               | 4,00                 | 0,00                 | 54,20       | Gold   |
| Peter Thomsen mit The Ghost of Hamish | Einzel     | 53,30               | 25,60               | 4,00                 | ausgeschieden        | 102,90      | 38     |
| Andreas Dibowski mit Butts Leon Ingrid Klimke mit Abraxxas Frank Ostholt mit Mr, Medicott Hinrich Romeike mit Marius Peter Thomsen mit The Ghost of Hamish | Mannschaft | 110,50              | 47,60               | 8,00                 | 8,00                 | 166,10      | Gold   |

### Ringen
| Athlet               | Wettkampf                    | Qualifikation  | Qualifikation | Achtelfinale  | Achtelfinale  | Viertelfinale | Viertelfinale | Halbfinale    | Halbfinale    | Hoffnungsrunde Viertelfinale | Hoffnungsrunde Viertelfinale | Hoffnungsrunde Halbfinale | Hoffnungsrunde Halbfinale | Finale        | Finale        | Endstand |
| Athlet               | Wettkampf                    | Gegner         | Ergebnis      | Gegner        | Ergebnis      | Gegner        | Ergebnis      | Gegner        | Ergebnis      | Gegner                       | Ergebnis                     | Gegner                    | Ergebnis                  | Gegner        | Ergebnis      | Platz    |
| -------------------- | ---------------------------- | -------------- | ------------- | ------------- | ------------- | ------------- | ------------- | ------------- | ------------- | ---------------------------- | ---------------------------- | ------------------------- | ------------------------- | ------------- | ------------- | -------- |
| Frauen               |                              |                |               |               |               |               |               |               |               |                              |                              |                           |                           |               |               |          |
| Alexandra Engelhardt | Freistil bis 48 kg           | –              | –             | Bakatyuk      | 0-1, 0-1      | ausgeschieden | ausgeschieden | ausgeschieden | ausgeschieden | ausgeschieden                | ausgeschieden                | ausgeschieden             | ausgeschieden             | ausgeschieden | ausgeschieden | 14       |
| Anita Schätzle       | Freistil bis 72 kg           | –              | –             | Prieto        | 2-4, F-0      | Wieszczek     | 1-1, 2-0, 1-4 | ausgeschieden | ausgeschieden | ausgeschieden                | ausgeschieden                | ausgeschieden             | ausgeschieden             | ausgeschieden | ausgeschieden | 7        |
| Männer               |                              |                |               |               |               |               |               |               |               |                              |                              |                           |                           |               |               |          |
| David Bichinashvili  | Freistil bis 84 kg           | Mindoraschwili | 4-1, 0-2, 1-3 | ausgeschieden | ausgeschieden | ausgeschieden | ausgeschieden | ausgeschieden | ausgeschieden | Freilos                      | Freilos                      | Jenokjan                  | 1-0, 1-3, 2-0             | Ketojew       | 0-3, 2-0, 2-2 | 5        |
| Stefan Kehrer        | Freistil bis 96 kg           | Koc            | 0-1, 1-1      | ausgeschieden | ausgeschieden | ausgeschieden | ausgeschieden | ausgeschieden | ausgeschieden | ausgeschieden                | ausgeschieden                | ausgeschieden             | ausgeschieden             | ausgeschieden | ausgeschieden | 13       |
| Marcus Thätner       | Griechisch-römisch bis 66 kg | –              | –             | Bayakhmetov   | 1-2, 1-3      | ausgeschieden | ausgeschieden | ausgeschieden | ausgeschieden | ausgeschieden                | ausgeschieden                | ausgeschieden             | ausgeschieden             | ausgeschieden | ausgeschieden | 18       |
| Konstantin Schneider | Griechisch-römisch bis 74 kg | –              | –             | Zeghdane      | 4-1, 4-0      | Kwirkwelia    | 0-3, 0-5      | ausgeschieden | ausgeschieden | Guénot                       | 1-2, 1-2                     | ausgeschieden             | ausgeschieden             | ausgeschieden | ausgeschieden | 9        |
| Mirko Englich        | Griechisch-römisch bis 96 kg | –              | –             | Han           | 2-1, 2-2      | Guri          | 1-1, 6-1      | Wheeler       | 2-1, 2-2      | –                            | –                            | –                         | –                         | Chuschtow     | 0-6, 0-3      | Silber   |

### Rudern
| Athleten | Wettbewerb                            | Vorlauf     | Vorlauf | Vorlauf       | Hoffnungslauf | Hoffnungslauf | Hoffnungslauf | Viertelfinale | Viertelfinale | Viertelfinale | Halbfinale    | Halbfinale    | Halbfinale    | Finale        | Finale        | Rang          |
| Athleten | Wettbewerb                            | Zeit        | Platz   | Qualifikation | Zeit          | Platz         | Qualifikation | Zeit          | Platz         | Qualifikation | Zeit          | Platz         | Qualifikation | Zeit          | Platz         | Rang          |
| --- | ------------------------------------- | ----------- | ------- | ------------- | ------------- | ------------- | ------------- | ------------- | ------------- | ------------- | ------------- | ------------- | ------------- | ------------- | ------------- | ------------- |
| Frauen |                                       |             |         |               |               |               |               |               |               |               |               |               |               |               |               |               |
| Maren Derlien Lenka Wech | Zweier ohne Steuerfrau                | 7:28,66 min | 2       | Hoffnungslauf | 7:27,02 min   | 2             | A-Finale      | –             | –             | –             | –             | –             | –             | 7:25,73 min   | 4             | 4             |
| Christiane Huth Annekatrin Thiele | Doppelzweier                          | 7:09,06 min | 2       | Hoffnungslauf | 6:55,96 min   | 2             | A-Finale      | –             | –             | –             | –             | –             | –             | 7:07,33 min   | 2             | Silber        |
| Berit Carow Marie-Louise Dräger | Leichtgewichts-Doppelzweier           | 6:51,96 min | 1       | Halbfinale    | –             | –             | –             | –             | –             | –             | 7:04,95 min   | 3             | A-Finale      | 6:56,72 min   | 4             | 4             |
| Britta Oppelt Manuela Lutze Kathrin Boron Stephanie Schiller | Doppelvierer                          | 6:15,26 min | 2       | Hoffnungslauf | 6:36,17 min   | 1             | A-Finale      | –             | –             | –             | –             | –             | –             | 6:19,56 min   | 3             | Bronze        |
| Christina Hennings Elke Hipler Kerstin Naumann Katrin Reinert Annina Ruppel (Steuerfrau) Magdalena Schmude Nadine Schmutzler Nina Wengert Nicole Zimmermann                                 | Achter                                | 6:14,42 min | 4       | Hoffnungslauf | 6:14,45 min   | 5             | ausgeschieden | ausgeschieden | ausgeschieden | ausgeschieden | ausgeschieden | ausgeschieden | ausgeschieden | ausgeschieden | ausgeschieden | ausgeschieden |
| Männer |                                       |             |         |               |               |               |               |               |               |               |               |               |               |               |               |               |
| Marcel Hacker | Einer                                 | 7:26,71 min | 2       | Viertelfinale | –             | –             | –             | 6:48,85 min   | 1             | Halbfinale    | 7:03,05 min   | 4             | B-Finale      | 7:07,82 min   | 7             | 7             |
| Felix Drahotta Tom Lehmann | Zweier ohne Steuermann                | 6:48,60 min | 3       | Halbfinale    | –             | –             | –             | –             | –             | –             | 6:37,26 min   | 3             | A-Finale      | 6:47,40 min   | 4             | 4             |
| Karsten Brodowski Clemens Wenzel | Doppelzweier                          | 6:29,60 min | 3       | Halbfinale    | –             | –             | –             | –             | –             | –             | 6:28,46 min   | 6             | B-Finale      | 6:37,97 min   | 9             | 9             |
| Manuel Brehmer Jonathan Koch | Leichtgewichts-Doppelzweier           | 6:21,99 min | 3       | Hoffnungslauf | 6:41,48 min   | 1             | Halbfinale    | –             | –             | –             | 6:37,07 min   | 4             | B-Finale      | 6:28,66 min   | 9             | 9             |
| Filip Adamski (im Vorlauf und Halbfinale) Gregor Hauffe Urs Käufer Richard Schmidt (im A-Finale) Toni Seifert (Vorlauf und Halbfinale) Jochen Urban (im A-Finale) Marco Neumann(Halbfinale) | Vierer ohne Steuermann                | 6:00:95 min | 2       | Halbfinale    | –             | –             | –             | –             | –             | –             | 5:58,72 min   | 3             | A-Finale      | 6:19,63 min   | 6             | 6             |
| René Bertram Hans Gruhne Stephan Krüger Christian Schreiber | Doppelvierer                          | 5:43,48 min | 2       | Halbfinale    | –             | –             | –             | –             | –             | –             | 5:53,56 min   | 3             | A-Finale      | 5:50,96 min   | 6             | 6             |
| Jochen Kühner Martin Kühner Jost Schömann-Finck Bastian Seibt | Leichtgewichts-Vierer ohne Steuermann | 5:50,16 min | 1       | Halbfinale    | –             | –             | –             | –             | –             | –             | DNS           | DNS           | DNS           | ausgeschieden | ausgeschieden | ausgeschieden |
| Florian Eichner Matthias Flach Florian Mennigen Philipp Naruhn Andreas Penkner Sebastian Schmidt Peter Thiede (Steuermann)Jochen Urban Kristof Wilke                                        | Achter                                | 5:37,56 min | 4       | Hoffnungslauf | 5:47,05 min   | 6             | B-Finale      | –             | –             | –             | –             | –             | –             | 5:36,89 min   | 8             | 8             |

Als Ersatzathletinnen waren Juliane Domscheit für den Doppelvierer und Laura Tibitanzl für den Leichtgewichts-Doppelzweier nominiert.

### Schießen
| Athleten             | Wettbewerb                               | Qualifikation   | Qualifikation | Finale          | Finale        | Rang   |
| Athleten             | Wettbewerb                               | Ringe/ Scheiben | Rang          | Ringe/ Scheiben | Rang          | Rang   |
| -------------------- | ---------------------------------------- | --------------- | ------------- | --------------- | ------------- | ------ |
| Frauen               |                                          |                 |               |                 |               |        |
| Christine Brinker    | Skeet                                    | 70              | 4             | 93              | 3             | Bronze |
| Munkhbayar Dorjsuren | Luftpistole 10 m                         | 379             | 24            | ausgeschieden   | ausgeschieden | 24     |
| Munkhbayar Dorjsuren | Sportpistole 25 Meter                    | 587             | 2             | 789,2           | 3             | Bronze |
| Susanne Kiermayer    | Trap                                     | 65              | 8             | ausgeschieden   | ausgeschieden | 8      |
| Barbara Lechner      | Luftgewehr 10 m                          | 394             | 17            | ausgeschieden   | ausgeschieden | 17     |
| Barbara Lechner      | Kleinkaliber Dreistellungskampf          | 582             | 9             | ausgeschieden   | ausgeschieden | 9      |
| Sonja Pfeilschifter  | Luftgewehr 10 m                          | 396             | 12            | ausgeschieden   | ausgeschieden | 12     |
| Sonja Pfeilschifter  | Kleinkaliber Dreistellungskampf          | 578             | 17            | ausgeschieden   | ausgeschieden | 17     |
| Stefanie Thurmann    | Sportpistole 25 Meter                    | 576             | 23            | ausgeschieden   | ausgeschieden | 23     |
| Claudia Verdicchio   | Luftpistole 10 m                         | 383             | 10            | ausgeschieden   | ausgeschieden | 10     |
| Männer               |                                          |                 |               |                 |               |        |
| Karsten Bindrich     | Trap                                     | 119             | 7             | ausgeschieden   | ausgeschieden | 7      |
| Maik Eckhardt        | Kleinkaliber liegend 50 Meter            | 592             | 24            | ausgeschieden   | ausgeschieden | 24     |
| Maik Eckhardt        | Kleinkaliber Dreistellungskampf 50 Meter | 398             | 11            | ausgeschieden   | ausgeschieden | 11     |
| Hans-Jörg Meyer      | Luftpistole 10 m                         | 577             | 21            | ausgeschieden   | ausgeschieden | 21     |
| Hans-Jörg Meyer      | Freie Pistole 50 Meter                   | 557             | 13            | ausgeschieden   | ausgeschieden | 13     |
| Tino Mohaupt         | Luftgewehr 10 m                          | 593             | 25            | ausgeschieden   | ausgeschieden | 25     |
| Christian Reitz      | Schnellfeuerpistole 25 m                 | 579             | 6             | 779,3           | 3             | Bronze |
| Stefan Rüttgeroth    | Trap                                     | 113             | 24            | ausgeschieden   | ausgeschieden | 24     |
| Florian Schmidt      | Luftpistole 10 m                         | 571             | 38            | ausgeschieden   | ausgeschieden | 38     |
| Florian Schmidt      | Freie Pistole 50 Meter                   | 549             | 29            | ausgeschieden   | ausgeschieden | 29     |
| Ralf Schumann        | Schnellfeuerpistole 25 m                 | 579             | 5             | 779,5           | 2             | Silber |
| Axel Wegner          | Skeet                                    | 115             | 20            | ausgeschieden   | ausgeschieden | 20     |
| Tino Wenzel          | Skeet                                    | 117             | 13            | ausgeschieden   | ausgeschieden | 13     |
| Michael Winter       | Luftgewehr 10 m                          | 588             | 36            | ausgeschieden   | ausgeschieden | 36     |
| Michael Winter       | Freie Pistole 50 Meter                   | 590             | 31            | ausgeschieden   | ausgeschieden | 31     |
| Michael Winter       | Kleinkaliber Dreistellungskampf 50 Meter | 1166            | 17            | ausgeschieden   | ausgeschieden | 17     |

### Schwimmen
| Athleten                                                        | Wettbewerb                | Vorlauf     | Vorlauf | Halbfinale    | Halbfinale    | Finale        | Finale        | Rang   |
| Athleten                                                        | Wettbewerb                | Zeit        | Rang    | Zeit          | Rang          | Zeit          | Rang          | Rang   |
| --------------------------------------------------------------- | ------------------------- | ----------- | ------- | ------------- | ------------- | ------------- | ------------- | ------ |
| Frauen                                                          |                           |             |         |               |               |               |               |        |
| Petra Dallmann                                                  | 50 m Freistil             | 25,43 s     | 25      | ausgeschieden | ausgeschieden | ausgeschieden | ausgeschieden | 25     |
| Britta Steffen                                                  | 50 m Freistil             | 24,90 s     | 6       | 24,43 s       | 3             | 24,06 s OR    | 1             | Gold   |
| Petra Dallmann                                                  | 100 m Freistil            | 54,70 s     | 16      | 55,05 s       | 13            | ausgeschieden | ausgeschieden | 13     |
| Britta Steffen                                                  | 100 m Freistil            | 53,67 s     | 2       | 53,96 s       | 6             | 53,12 s OR    | 1             | Gold   |
| Lisa Vitting                                                    | 100 m Freistil            | DNS         | DNS     | DNS           | DNS           | DNS           | DNS           | DNS    |
| Petra Dallmann                                                  | 200 m Freistil            | 2:00,21 min | 24      | ausgeschieden | ausgeschieden | ausgeschieden | ausgeschieden | 24     |
| Annika Lurz                                                     | 200 m Freistil            | 1:59,98 min | 22      | ausgeschieden | ausgeschieden | ausgeschieden | ausgeschieden | 22     |
| Jaana Ehmcke                                                    | 400 m Freistil            | 4:15,15 min | 25      | –             | –             | ausgeschieden | ausgeschieden | 25     |
| Jaana Ehmcke                                                    | 800 m Freistil            | 8:39,51 min | 25      | –             | –             | ausgeschieden | ausgeschieden | 25     |
| Daniela Samulski                                                | 100 m Schmetterling       | 1:00,37 min | 39      | ausgeschieden | ausgeschieden | ausgeschieden | ausgeschieden | 39     |
| Antje Buschschulte                                              | 100 m Rücken              | 1:00,48 min | 11      | 1:01,15 min   | 15            | ausgeschieden | ausgeschieden | 15     |
| Christin Zenner                                                 | 100 m Rücken              | 1:03,87 min | 42      | ausgeschieden | ausgeschieden | ausgeschieden | ausgeschieden | 42     |
| Christin Zenner                                                 | 200 m Rücken              | 2:20,28 min | 34      | ausgeschieden | ausgeschieden | ausgeschieden | ausgeschieden | 34     |
| Sarah Poewe                                                     | 100 m Brust               | 1:08,69 min | 20      | ausgeschieden | ausgeschieden | ausgeschieden | ausgeschieden | 20     |
| Sonja Schöber                                                   | 100 m Brust               | 1:11,36 min | 36      | ausgeschieden | ausgeschieden | ausgeschieden | ausgeschieden | 36     |
| Anne Poleska                                                    | 200 m Brust               | 2:26,74 min | 14      | 2:26,71       | 10            | ausgeschieden | ausgeschieden | 10     |
| Katharina Schiller                                              | 200 m Lagen               | 2:18,00 min | 30      | ausgeschieden | ausgeschieden | ausgeschieden | ausgeschieden | 30     |
| Sonja Schöber                                                   | 200 m Lagen               | 2:20,18 min | 34      | ausgeschieden | ausgeschieden | ausgeschieden | ausgeschieden | 34     |
| Katharina Schiller                                              | 400 m Lagen               | 4:51,52 min | 33      | –             | –             | ausgeschieden | ausgeschieden | 33     |
| Antje Buschschulte Meike Freitag Daniela Götz Britta Steffen    | 4 × 100-m-Freistilstaffel | 3:37,52 min | 2       | –             | –             | 3:36,85 min   | 5             | 5      |
| Petra Dallmann Meike Freitag Annika Lurz Daniela Samulski       | 4 × 100-m-Freistilstaffel | 7:58,11 min | 12      | –             | –             | ausgeschieden | ausgeschieden | 12     |
| Antje Buschschulte Sarah Poewe Daniela Samulski Britta Steffen  | 4 × 100-m-Lagenstaffel    | 4:02,53 min | 9       | –             | –             | ausgeschieden | ausgeschieden | 9      |
| Angela Maurer                                                   | 10 km Freiwasser          | –           | –       | –             | –             | 1:59:31,9 min | 4             | 4      |
| Männer                                                          |                           |             |         |               |               |               |               |        |
| Steffen Deibler                                                 | 50 m Freistil             | 22,67 s     | 22      | ausgeschieden | ausgeschieden | ausgeschieden | ausgeschieden | 22     |
| Rafed El-Masri                                                  | 50 m Freistil             | 21,96 s     | 10      | 22,09 s       | 14            | ausgeschieden | ausgeschieden | 14     |
| Steffen Deibler                                                 | 100 m Freistil            | 49,39 s     | 33      | ausgeschieden | ausgeschieden | ausgeschieden | ausgeschieden | 33     |
| Paul Biedermann                                                 | 200 m Freistil            | 1:47,09 min | 10      | 1:46,41 min   | 5             | 1:46,00 min   | 5             | 5      |
| Paul Biedermann                                                 | 400 m Freistil            | 3:48,03 min | 18      | –             | –             | ausgeschieden | ausgeschieden | 18     |
| Christian Kubusch                                               | 400 m Freistil            | 3:52,73 min | 29      | –             | –             | ausgeschieden | ausgeschieden | 29     |
| Thomas Rupprath                                                 | 100 m Schmetterling       | 53,56 s     | 44      | ausgeschieden | ausgeschieden | ausgeschieden | ausgeschieden | 44     |
| Benjamin Starke                                                 | 100 m Schmetterling       | 53,50 s     | 41      | ausgeschieden | ausgeschieden | ausgeschieden | ausgeschieden | 41     |
| Helge Meeuw                                                     | 100 m Rücken              | 54,88 s     | 19      | ausgeschieden | ausgeschieden | ausgeschieden | ausgeschieden | 19     |
| Thomas Rupprath                                                 | 100 m Rücken              | 55,77 s     | 33      | ausgeschieden | ausgeschieden | ausgeschieden | ausgeschieden | 33     |
| Helge Meeuw                                                     | 200 m Rücken              | 1:58,42 min | 11      | 1:56,85 min   | 8             | ausgeschieden | ausgeschieden | 8      |
| Markus Deibler                                                  | 200 m Lagen               | 2:04,54 min | 40      | ausgeschieden | ausgeschieden | ausgeschieden | ausgeschieden | 40     |
| Paul Biedermann Steffen Deibler Jens Schreiber Benjamin Starke  | 4 × 100-m-Freistilstaffel | 3:17,99 min | 15      | –             | –             | ausgeschieden | ausgeschieden | 15     |
| Paul Biedermann Stefan Herbst Christian Kubusch Benjamin Starke | 4 × 200-m-Freistilstaffel | 7:13,92 min | 12      | –             | –             | ausgeschieden | ausgeschieden | 12     |
| Thomas Lurz                                                     | 10 km Freiwasser          | –           | –       | –             | –             | 1:51:53,6 h   | 3             | Bronze |

Lars Conrad war als Ersatz für die Staffel nominiert. Nicole Hetzer sagte während der Vorbereitung ihre Teilnahme aus gesundheitlichen Gründen ab.

### Segeln
| Athleten                                | Wettbewerb  | Rennen | Rennen | Rennen | Rennen | Rennen | Rennen | Rennen | Rennen | Rennen      | Rennen      | Rennen | Rennen | Rennen      | Rennen      | Rennen      | Rennen        | Net Punkte | Rang   |
| Athleten                                | Wettbewerb  | 1      | 2      | 3      | 4      | 5      | 6      | 7      | 8      | 9           | 10          | 11     | 12     | 13          | 14          | 15          | Medaillen     | Net Punkte | Rang   |
| --------------------------------------- | ----------- | ------ | ------ | ------ | ------ | ------ | ------ | ------ | ------ | ----------- | ----------- | ------ | ------ | ----------- | ----------- | ----------- | ------------- | ---------- | ------ |
| Frauen                                  |             |        |        |        |        |        |        |        |        |             |             |        |        |             |             |             |               |            |        |
| Petra Niemann                           | Laser       | 20     | 20     | 19     | 8      | BFD    | 7      | 4      | 17     | 14          | ausgefallen | –      | –      | –           | –           | –           | ausgeschieden | 109        | 15     |
| Vivien Kussatz Stefanie Rothweiler      | 470er Jolle | 7      | 6      | 11     | 9      | 5      | 12     | OCS    | 8      | 8           | 12          | –      | –      | –           | –           | –           | 12            | 90         | 9      |
| Julia Bleck Ute Höpfner Ulrike Schümann | Yngling     | 8      | 7      | 7      | 11     | 11     | 3      | 5      | 13     | ausgefallen | ausgefallen | –      | –      | –           | –           | –           | 4             | 56         | 4      |
| Männer                                  |             |        |        |        |        |        |        |        |        |             |             |        |        |             |             |             |               |            |        |
| Ingo Borkowski Marc Pickel              | Starboot    | 2      | 14     | 1      | 8      | 3      | 8      | 14     | 10     | 6           | 10          | –      | –      | –           | –           | –           | 8             | 70         | 7      |
| Mixed                                   |             |        |        |        |        |        |        |        |        |             |             |        |        |             |             |             |               |            |        |
| Hannes Peckolt Jan-Peter Peckolt        | 49er Jolle  | 16     | 6      | 11     | 6      | 3      | 2      | 2      | 12     | 4           | 5           | 4      | 7      | ausgefallen | ausgefallen | ausgefallen | 4             | 66         | Bronze |
| Johannes Polgar Florian Spalteholz      | Tornado     | 10     | 7      | 11     | 5      | 6      | 1      | 5      | 13     | 4           | 3           | –      | –      | –           | –           | –           | DNF           | 74         | 8      |

### Taekwondo
| Athlet        | Wettkampf        | Achtelfinale    | Achtelfinale  | Viertelfinale   | Viertelfinale | Halbfinale    | Halbfinale    | Hoffnungsrunde     | Hoffnungsrunde | Finale/Kampf um Bronze | Finale/Kampf um Bronze | Rang |
| Athlet        | Wettkampf        | Gegner          | Ergebnis      | Gegner          | Ergebnis      | Gegner        | Ergebnis      | Gegner             | Ergebnis       | Gegner                 | Ergebnis               | Rang |
| ------------- | ---------------- | --------------- | ------------- | --------------- | ------------- | ------------- | ------------- | ------------------ | -------------- | ---------------------- | ---------------------- | ---- |
| Frauen        |                  |                 |               |                 |               |               |               |                    |                |                        |                        |      |
| Sümeyye Gülec | Klasse bis 49 kg | Dalia Contreras | ausgeschieden | ausgeschieden   | ausgeschieden | ausgeschieden | ausgeschieden | ausgeschieden      | ausgeschieden  | ausgeschieden          | ausgeschieden          | 9    |
| Helena Fromm  | Klasse bis 67 kg | Mariama Barry   | 6:1           | Asunción Ocasio | 0:2           | ausgeschieden | ausgeschieden | ausgeschieden      | ausgeschieden  | ausgeschieden          | ausgeschieden          | 8    |
| Männer        |                  |                 |               |                 |               |               |               |                    |                |                        |                        |      |
| Levent Tuncat | Klasse bis 58 kg | Rohullah Nikpai | 3:4           | ausgeschieden   | ausgeschieden | ausgeschieden | ausgeschieden | ausgeschieden      | ausgeschieden  | ausgeschieden          | ausgeschieden          | 9    |
| Daniel Manz   | Klasse bis 68 kg | Rassul Abduraim | 1:0           | Mark Lopez      | 1:3           | ausgeschieden | ausgeschieden | Nesar Ahmad Bahave | 4:3            | Sung Yu-chi            | 3:4                    | 5    |

### Tennis
| Athlet                          | Wettkampf | 1. Runde      | 1. Runde      | Sechzehntelfinale             | Sechzehntelfinale | Achtelfinale       | Achtelfinale  | Viertelfinale | Viertelfinale | Halbfinale    | Halbfinale    | Finale / Platz 3 | Finale / Platz 3 | Rang |
| Athlet                          | Wettkampf | Gegner        | Ergebnis      | Gegner                        | Ergebnis          | Gegner             | Ergebnis      | Gegner        | Ergebnis      | Gegner        | Ergebnis      | Gegner           | Ergebnis         | Rang |
| ------------------------------- | --------- | ------------- | ------------- | ----------------------------- | ----------------- | ------------------ | ------------- | ------------- | ------------- | ------------- | ------------- | ---------------- | ---------------- | ---- |
| Männer                          |           |               |               |                               |                   |                    |               |               |               |               |               |                  |                  |      |
| Nicolas Kiefer                  | Einzel    | Maks Mirny    | 6:3, 6:1      | Kevin Anderson                | 6:4, 6:74; 6:4    | Paul-Henri Mathieu | 3:6, 5:7      | ausgeschieden | ausgeschieden | ausgeschieden | ausgeschieden | ausgeschieden    | ausgeschieden    | 9    |
| Rainer Schüttler                | Einzel    | Kei Nishikori | 6:4, 5:7, 6:3 | Novak Đoković                 | 4:6, 2:6          | ausgeschieden      | ausgeschieden | ausgeschieden | ausgeschieden | ausgeschieden | ausgeschieden | ausgeschieden    | ausgeschieden    | 17   |
| Nicolas Kiefer Rainer Schüttler | Doppel    | −             | −             | Julian Knowle / Jürgen Melzer | 73:6, 3:6, 1:6    | ausgeschieden      | ausgeschieden | ausgeschieden | ausgeschieden | ausgeschieden | ausgeschieden | ausgeschieden    | ausgeschieden    | 17   |

Philipp Kohlschreiber war ebenfalls nominiert, musste aber seine Teilnahme wegen einer Verletzung absagen.

### Tischtennis
| Athleten                                   | Wettbewerb | Vorrunde | Vorrunde | 1. Runde | 1. Runde | 2. Runde    | 2. Runde | 3. Runde           | 3. Runde      | Achtelfinale  | Achtelfinale  | Viertelfinale | Viertelfinale | Halbfinale    | Halbfinale    | Finale        | Finale        | Rang   |
| Athleten                                   | Wettbewerb | Gegner   | Ergebnis | Gegner   | Ergebnis | Gegner      | Ergebnis | Gegner             | Ergebnis      | Gegner        | Ergebnis      | Gegner        | Ergebnis      | Gegner        | Ergebnis      | Gegner        | Ergebnis      | Rang   |
| ------------------------------------------ | ---------- | -------- | -------- | -------- | -------- | ----------- | -------- | ------------------ | ------------- | ------------- | ------------- | ------------- | ------------- | ------------- | ------------- | ------------- | ------------- | ------ |
| Frauen                                     |            |          |          |          |          |             |          |                    |               |               |               |               |               |               |               |               |               |        |
| Elke Schall                                | Einzel     | Freilos  | Freilos  | Freilos  | Freilos  | Melek Hu    | 2:4      | ausgeschieden      | ausgeschieden | ausgeschieden | ausgeschieden | ausgeschieden | ausgeschieden | ausgeschieden | ausgeschieden | ausgeschieden | ausgeschieden | 33     |
| Jiaduo Wu                                  | Einzel     | Freilos  | Freilos  | Freilos  | Freilos  | Freilos     | Freilos  | Li Qiangbing       | ausgeschieden | ausgeschieden | ausgeschieden | ausgeschieden | ausgeschieden | ausgeschieden | ausgeschieden | ausgeschieden | ausgeschieden | 17     |
| Elke Schall Jiaduo Wu Zhenqi Barthel       | Mannschaft | Hongkong | 0:3      | –        | –        | –           | –        | –                  | –             | –             | –             | –             | –             | ausgeschieden | ausgeschieden | ausgeschieden | ausgeschieden | 9      |
| Elke Schall Jiaduo Wu Zhenqi Barthel       | Mannschaft | Rumänien | 0:3      | –        | –        | –           | –        | –                  | –             | –             | –             | –             | –             | ausgeschieden | ausgeschieden | ausgeschieden | ausgeschieden | 9      |
| Elke Schall Jiaduo Wu Zhenqi Barthel       | Mannschaft | Polen    | 1:3      | –        | –        | –           | –        | –                  | –             | –             | –             | –             | –             | ausgeschieden | ausgeschieden | ausgeschieden | ausgeschieden | 9      |
| Männer                                     |            |          |          |          |          |             |          |                    |               |               |               |               |               |               |               |               |               |        |
| Timo Boll                                  | Einzel     | Freilos  | Freilos  | Freilos  | Freilos  | Freilos     | Freilos  | Kim Hyok-bong      | 4:1           | Oh Sang-eun   | 1:4           | ausgeschieden | ausgeschieden | ausgeschieden | ausgeschieden | ausgeschieden | ausgeschieden | 9      |
| Dimitrij Ovtcharov                         | Einzel     | Freilos  | Freilos  | Freilos  | Freilos  | Freilos     | Freilos  | Adrian Crișan      | 4:3           | Ko Lai Chak   | 1:4           | ausgeschieden | ausgeschieden | ausgeschieden | ausgeschieden | ausgeschieden | ausgeschieden | 9      |
| Christian Süß                              | Einzel     | Freilos  | Freilos  | Freilos  | Freilos  | János Jakab | 4:1      | Uladsimir Samsonau | 0:4           | ausgeschieden | ausgeschieden | ausgeschieden | ausgeschieden | ausgeschieden | ausgeschieden | ausgeschieden | ausgeschieden | 17     |
| Timo Boll Dimitrij Ovtcharov Christian Süß | Mannschaft | Kroatien | 3:0      | –        | –        | –           | –        | –                  | –             | –             | –             | –             | –             | Japan         | 3:2           | China         | 0:3           | Silber |
| Timo Boll Dimitrij Ovtcharov Christian Süß | Mannschaft | Singapur | 3:1      | –        | –        | –           | –        | –                  | –             | –             | –             | –             | –             | Japan         | 3:2           | China         | 0:3           | Silber |
| Timo Boll Dimitrij Ovtcharov Christian Süß | Mannschaft | Kanada   | 3:0      | –        | –        | –           | –        | –                  | –             | –             | –             | –             | –             | Japan         | 3:2           | China         | 0:3           | Silber |

Als Ersatzathleten für den Mannschaftswettbewerb waren Bastian Steger bei den Herren und Amelie Solja bei den Damen nominiert.

### Triathlon
| Athleten           | Wettbewerb | Schwimmen | 1. Wechsel | Radfahren | 2. Wechsel | Laufen    | Gesamtzeit   | Rang |
| Athleten           | Wettbewerb | Zeit      | Zeit       | Zeit      | Zeit       | Zeit      | Gesamtzeit   | Rang |
| ------------------ | ---------- | --------- | ---------- | --------- | ---------- | --------- | ------------ | ---- |
| Frauen             |            |           |            |           |            |           |              |      |
| Anja Dittmer       | Einzel     | 20:16 min | 0:30 min   | 1:06:08 h | 0:33 min   | 38:18 min | 2:05:45,86 h | 33   |
| Ricarda Lisk       | Einzel     | 20:00 min | 0:30 min   | 1:04:12 h | 0:39 min   | 36:46 min | 2:02:07,75 h | 15   |
| Christiane Pilz    | Einzel     | 20:00 min | 0:33 min   | 1:04:09 h | 0:35 min   | 38:29 min | 2:03:46,82 h | 26   |
| Männer             |            |           |            |           |            |           |              |      |
| Jan Frodeno        | Einzel     | 18:14 min | 0:26 min   | 59:01 min | 0:26 min   | 30:46 min | 1:48:53,28 h | Gold |
| Christian Prochnow | Einzel     | 18:23 min | 0:26 min   | 58:56 min | 0:27 min   | 58:56 min | 1:50:33,90 h | 15   |
| Daniel Unger       | Einzel     | 18:25 min | 0:27 min   | 58:49 min | 0:27 min   | 31:35 min | 1:49:43,78 h | 6    |

### Turnen

#### Kunstturnen
| Athleten                                                                                          | Wettbewerb    | Qualifikation | Qualifikation | Finale        | Finale        | Rang   |
| Athleten                                                                                          | Wettbewerb    | Punkte        | Rang          | Punkte        | Rang          | Rang   |
| ------------------------------------------------------------------------------------------------- | ------------- | ------------- | ------------- | ------------- | ------------- | ------ |
| Frauen                                                                                            |               |               |               |               |               |        |
| Katja Abel                                                                                        | Mehrkampf     | 56,450        | 40            | ausgeschieden | ausgeschieden | 40     |
| Katja Abel                                                                                        | Boden         | 13,475        | 69            | ausgeschieden | ausgeschieden | 69     |
| Katja Abel                                                                                        | Schwebebalken | 14,075        | 58            | ausgeschieden | ausgeschieden | 58     |
| Katja Abel                                                                                        | Sprung        | 14,250        | 56            | ausgeschieden | ausgeschieden | 56     |
| Katja Abel                                                                                        | Stufenbarren  | 14,650        | 32            | ausgeschieden | ausgeschieden | 32     |
| Daria Eva Bijak                                                                                   | Mehrkampf     | 54,450        | 51            | ausgeschieden | ausgeschieden | 51     |
| Daria Eva Bijak                                                                                   | Boden         | 14,475        | 28            | ausgeschieden | ausgeschieden | 28     |
| Daria Eva Bijak                                                                                   | Schwebebalken | 11,150        | 83            | ausgeschieden | ausgeschieden | 83     |
| Daria Eva Bijak                                                                                   | Sprung        | 14,175        | 62            | ausgeschieden | ausgeschieden | 62     |
| Daria Eva Bijak                                                                                   | Stufenbarren  | 14,650        | 31            | ausgeschieden | ausgeschieden | 31     |
| Anja Brinker                                                                                      | Mehrkampf     | 15,125        | 93            | ausgeschieden | ausgeschieden | 93     |
| Anja Brinker                                                                                      | Stufenbarren  | 15,125        | 14            | ausgeschieden | ausgeschieden | 14     |
| Marie-Sophie Hindermann                                                                           | Mehrkampf     | 53,875        | 55            | ausgeschieden | ausgeschieden | 55     |
| Marie-Sophie Hindermann                                                                           | Boden         | 12,400        | 79            | ausgeschieden | ausgeschieden | 79     |
| Marie-Sophie Hindermann                                                                           | Schwebebalken | 13,425        | 74            | ausgeschieden | ausgeschieden | 74     |
| Marie-Sophie Hindermann                                                                           | Sprung        | 14,925        | 25            | ausgeschieden | ausgeschieden | 25     |
| Marie-Sophie Hindermann                                                                           | Stufenbarren  | 13,125        | 74            | ausgeschieden | ausgeschieden | 74     |
| Joeline Möbius                                                                                    | Mehrkampf     | 41,875        | 78            | ausgeschieden | ausgeschieden | 78     |
| Joeline Möbius                                                                                    | Boden         | 14,275        | 36            | ausgeschieden | ausgeschieden | 36     |
| Joeline Möbius                                                                                    | Schwebebalken | 13,925        | 64            | ausgeschieden | ausgeschieden | 64     |
| Joeline Möbius                                                                                    | Sprung        | 13,675        | 76            | ausgeschieden | ausgeschieden | 76     |
| Oksana Chusovitina                                                                                | Mehrkampf     | 59,375        | 14            | 60,125        | 9             | 9      |
| Oksana Chusovitina                                                                                | Boden         | 14,450        | 30            | ausgeschieden | ausgeschieden | 30     |
| Oksana Chusovitina                                                                                | Schwebebalken | 14,400        | 43            | ausgeschieden | ausgeschieden | 43     |
| Oksana Chusovitina                                                                                | Sprung        | 15,800        | 4             | 15,575        | 2             | Silber |
| Oksana Chusovitina                                                                                | Stufenbarren  | 14,725        | 27            | ausgeschieden | ausgeschieden | 27     |
| Katja Abel Daria Eva Bijak Anja Brinker Marie-Sophie Hindermann Joeline Möbius Oksana Chusovitina | Mannschaft    | 230,800       | 12            | ausgeschieden | ausgeschieden | 12     |
| Männer                                                                                            |               |               |               |               |               |        |
| Thomas Andergassen                                                                                | Mehrkampf     | 45,100        | 75            | ausgeschieden | ausgeschieden | 75     |
| Thomas Andergassen                                                                                | Barren        | 14,675        | 56            | ausgeschieden | ausgeschieden | 56     |
| Thomas Andergassen                                                                                | Pauschenpferd | 14,900        | 15            | ausgeschieden | ausgeschieden | 15     |
| Thomas Andergassen                                                                                | Ringe         | 15,525        | 13            | ausgeschieden | ausgeschieden | 13     |
| Philipp Boy                                                                                       | Mehrkampf     | 89,475        | 21            | 90,675        | 13            | 13     |
| Philipp Boy                                                                                       | Barren        | 15,125        | 43            | ausgeschieden | ausgeschieden | 43     |
| Philipp Boy                                                                                       | Boden         | 14,450        | 54            | ausgeschieden | ausgeschieden | 54     |
| Philipp Boy                                                                                       | Pauschenpferd | 14,675        | 23            | ausgeschieden | ausgeschieden | 23     |
| Philipp Boy                                                                                       | Reck          | 14,375        | 49            | ausgeschieden | ausgeschieden | 49     |
| Philipp Boy                                                                                       | Ringe         | 14,650        | 44            | ausgeschieden | ausgeschieden | 44     |
| Philipp Boy                                                                                       | Sprung        | 16,200        | 18            | ausgeschieden | ausgeschieden | 18     |
| Robert Juckel                                                                                     | Mehrkampf     | 73,925        | 56            | ausgeschieden | ausgeschieden | 56     |
| Robert Juckel                                                                                     | Boden         | 14,850        | 38            | ausgeschieden | ausgeschieden | 38     |
| Robert Juckel                                                                                     | Pauschenpferd | 14,850        | 17            | ausgeschieden | ausgeschieden | 17     |
| Robert Juckel                                                                                     | Reck          | 14,750        | 30            | ausgeschieden | ausgeschieden | 30     |
| Robert Juckel                                                                                     | Ringe         | 14,425        | 46            | ausgeschieden | ausgeschieden | 46     |
| Robert Juckel                                                                                     | Sprung        | 15,050        | 70            | ausgeschieden | ausgeschieden | 70     |
| Marcel Nguyen                                                                                     | Mehrkampf     | 75,825        | 49            | ausgeschieden | ausgeschieden | 49     |
| Marcel Nguyen                                                                                     | Barren        | 14,875        | 52            | ausgeschieden | ausgeschieden | 52     |
| Marcel Nguyen                                                                                     | Boden         | 15,425        | 14            | ausgeschieden | ausgeschieden | 14     |
| Marcel Nguyen                                                                                     | Reck          | 14,450        | 46            | ausgeschieden | ausgeschieden | 46     |
| Marcel Nguyen                                                                                     | Ringe         | 14,850        | 40            | ausgeschieden | ausgeschieden | 40     |
| Marcel Nguyen                                                                                     | Sprung        | 16,225        | 16            | ausgeschieden | ausgeschieden | 16     |
| Eugen Spiridonov                                                                                  | Mehrkampf     | 75,000        | 53            | ausgeschieden | ausgeschieden | 53     |
| Eugen Spiridonov                                                                                  | Barren        | 15,450        | 25            | ausgeschieden | ausgeschieden | 25     |
| Eugen Spiridonov                                                                                  | Boden         | 15,025        | 29            | ausgeschieden | ausgeschieden | 29     |
| Eugen Spiridonov                                                                                  | Pauschenpferd | 14,475        | 28            | ausgeschieden | ausgeschieden | 28     |
| Eugen Spiridonov                                                                                  | Reck          | 14,400        | 48            | ausgeschieden | ausgeschieden | 48     |
| Eugen Spiridonov                                                                                  | Sprung        | 15,650        | 50            | ausgeschieden | ausgeschieden | 50     |
| Fabian Hambüchen                                                                                  | Mehrkampf     | 92,425        | 2             | 91,675        | 7             | 7      |
| Fabian Hambüchen                                                                                  | Barren        | 16,050        | 9             | 15,975        | 4             | 4      |
| Fabian Hambüchen                                                                                  | Boden         | 15,800        | 4             | 15,650        | 4             | 4      |
| Fabian Hambüchen                                                                                  | Pauschenpferd | 13,100        | 67            | ausgeschieden | ausgeschieden | 67     |
| Fabian Hambüchen                                                                                  | Reck          | 16,200        | 1             | 15,650        | 3             | Bronze |
| Fabian Hambüchen                                                                                  | Ringe         | 14,975        | 33            | ausgeschieden | ausgeschieden | 33     |
| Fabian Hambüchen                                                                                  | Sprung        | 16,300        | 13            | ausgeschieden | ausgeschieden | 13     |
| Thomas Andergassen Philipp Boy Fabian Hambüchen Robert Juckel Marcel Nguyen Eugen Spiridonov      | Mannschaft    | 365,675       | 5             | 274,600       | 4             | 4      |

#### Trampolinturnen
| Athleten       | Wettbewerb | Qualifikation | Qualifikation | Finale        | Finale        | Rang |
| Athleten       | Wettbewerb | Punkte        | Rang          | Punkte        | Rang          | Rang |
| -------------- | ---------- | ------------- | ------------- | ------------- | ------------- | ---- |
| Frauen         |            |               |               |               |               |      |
| Anna Dogonadze | Einzel     | 64,3          | 7             | 18,9          | 8             | 8    |
| Männer         |            |               |               |               |               |      |
| Henrik Stehlik | Einzel     | 64,6          | 16            | ausgeschieden | ausgeschieden | 16   |

### Volleyball

#### Beachvolleyball
Die Beachvolleyballer qualifizierten sich, in dem sie bei diversen Turnieren Punkte für eine Rangliste sammelten. Julius Brink und Christoph Dieckmann sowie David Klemperer und Eric Koreng erreichten beim Grand Slam in Moskau am 5. Juli 2008 den nötigen Vorsprung. Auch für Sara Goller und Laura Ludwig fiel die Entscheidung bei diesem Turnier, weil ihre Konkurrentinnen keine ausreichenden Ergebnisse erzielten. Als letztes deutsches Team qualifizierten sich Stephanie Pohl und Okka Rau beim Turnier in Marseille.
| Athleten                           | Gruppenphase                 | Gruppenphase              | Gruppenphase | Achtelfinale          | Achtelfinale              | Viertelfinale       | Viertelfinale      | Halbfinale    | Halbfinale    | Finale        | Finale        | Rang |
| Athleten                           | Gegner                       | Ergebnis                  | Rang         | Gegner                | Ergebnis                  | Gegner              | Ergebnis           | Gegner        | Ergebnis      | Gegner        | Ergebnis      | Rang |
| ---------------------------------- | ---------------------------- | ------------------------- | ------------ | --------------------- | ------------------------- | ------------------- | ------------------ | ------------- | ------------- | ------------- | ------------- | ---- |
| Frauen                             |                              |                           |              |                       |                           |                     |                    |               |               |               |               |      |
| Sara Goller / Laura Ludwig         | Augoustides / Nel            | 2:0 (21:12, 21:14)        | 2            | Schwaiger / Schwaiger | 1:2 (21:23, 21:11, 16:18) | ausgeschieden       | ausgeschieden      | ausgeschieden | ausgeschieden | ausgeschieden | ausgeschieden | 9    |
| Sara Goller / Laura Ludwig         | Xue / Zhang                  | 0:2 (14:21, 18:21)        | 2            | Schwaiger / Schwaiger | 1:2 (21:23, 21:11, 16:18) | ausgeschieden       | ausgeschieden      | ausgeschieden | ausgeschieden | ausgeschieden | ausgeschieden | 9    |
| Sara Goller / Laura Ludwig         | Koutroumanidou / Tsiartsiani | 2:0 (24:22, 21:12)        | 2            | Schwaiger / Schwaiger | 1:2 (21:23, 21:11, 16:18) | ausgeschieden       | ausgeschieden      | ausgeschieden | ausgeschieden | ausgeschieden | ausgeschieden | 9    |
| Stephanie Pohl / Okka Rau          | Crespo / Esteves             | 2:0 (21:17, 21:19)        | 2            | Ana Paula / Larissa   | 0:2 (18:21, 14:21)        | ausgeschieden       | ausgeschieden      | ausgeschieden | ausgeschieden | ausgeschieden | ausgeschieden | 9    |
| Stephanie Pohl / Okka Rau          | Branagh / Youngs             | 0:2 (17:21, 16:21)        | 2            | Ana Paula / Larissa   | 0:2 (18:21, 14:21)        | ausgeschieden       | ausgeschieden      | ausgeschieden | ausgeschieden | ausgeschieden | ausgeschieden | 9    |
| Stephanie Pohl / Okka Rau          | Kadjik / Mooren              | 2:0 (21:19, 21:18)        | 2            | Ana Paula / Larissa   | 0:2 (18:21, 14:21)        | ausgeschieden       | ausgeschieden      | ausgeschieden | ausgeschieden | ausgeschieden | ausgeschieden | 9    |
| Männer                             |                              |                           |              |                       |                           |                     |                    |               |               |               |               |      |
| Julius Brink / Christoph Dieckmann | Asahi / Shiratori            | 0:2 (11:21, 21:23)        | 4            | ausgeschieden         | ausgeschieden             | ausgeschieden       | ausgeschieden      | ausgeschieden | ausgeschieden | ausgeschieden | ausgeschieden | 19   |
| Julius Brink / Christoph Dieckmann | Gibb / Rosenthal             | 1:2 (19:21, 21:17, 14:16) | 4            | ausgeschieden         | ausgeschieden             | ausgeschieden       | ausgeschieden      | ausgeschieden | ausgeschieden | ausgeschieden | ausgeschieden | 19   |
| Julius Brink / Christoph Dieckmann | Boersma / Ronnes             | 0:2 (14:21, 17:21)        | 4            | ausgeschieden         | ausgeschieden             | ausgeschieden       | ausgeschieden      | ausgeschieden | ausgeschieden | ausgeschieden | ausgeschieden | 19   |
| David Klemperer / Eric Koreng      | Kjemperud / Skarlund         | 2:1 (19:21, 22:20, 15:7)  | 3            | Wu / Xu               | 2:0 (21:15, 21:18)        | Dalhausser / Rogers | 0:2 (13:21, 23:25) | ausgeschieden | ausgeschieden | ausgeschieden | ausgeschieden | 5    |
| David Klemperer / Eric Koreng      | Laciga / Schnider            | 0:2 (15:21, 15:21)        | 3            | Wu / Xu               | 2:0 (21:15, 21:18)        | Dalhausser / Rogers | 0:2 (13:21, 23:25) | ausgeschieden | ausgeschieden | ausgeschieden | ausgeschieden | 5    |
| David Klemperer / Eric Koreng      | Nummerdor / Schuil           | 0:2 (16:21, 16:21)        | 3            | Wu / Xu               | 2:0 (21:15, 21:18)        | Dalhausser / Rogers | 0:2 (13:21, 23:25) | ausgeschieden | ausgeschieden | ausgeschieden | ausgeschieden | 5    |
| David Klemperer / Eric Koreng      | Boersma / Ronnes *           | 0:2 (14:21, 17:21)        | 3            | Wu / Xu               | 2:0 (21:15, 21:18)        | Dalhausser / Rogers | 0:2 (13:21, 23:25) | ausgeschieden | ausgeschieden | ausgeschieden | ausgeschieden | 5    |

* Playoff-Runde „Lucky Losers“

#### Hallenvolleyball
Die deutschen Frauen verpassten beim europäischen Qualifikationsturnier, das im Januar 2008 im Gerry-Weber-Stadion in Halle (Westf.) ausgetragen wurde, trotz des Heimvorteils den Sprung nach Peking. Die deutschen Männer scheiterten ebenfalls beim europäischen Qualifikationsturnier, das im Januar in İzmir stattfand. Ihre zweite Chance beim Turnier vom 23. bis 25. Mai im Düsseldorfer ISS Dome nutzten sie jedoch. Nach den Siegen gegen Taiwan (3:0), Kuba (3:2) und Spanien (3:2) nahmen sie zum ersten Mal seit 1972 in München wieder am olympischen Turnier teil.
| Wettbewerb       | Männer |
| ---------------- | --- |
| Athleten         | Björn Andrae Ralph Bergmann Marcus Böhme Frank Dehne Stefan Hübner Thomas Kröger Robert Kromm Christian Pampel Marcus Popp Jochen Schöps Mark Siebeck Simon Tischer                             |
| Trainer          | Stelian Moculescu |
| Gruppenphase     | Polen 0:3 (17:25, 31:33, 25:20) Russland 2:3 (27:25, 21:25, 25:21, 25:23, 14:16) Ägypten 3:0 (29:27, 25:21, 25:21) Serbien 1:3 (21:25, 25:27, 26:24, 23:25) Brasilien 0:3 (22:25, 21:25, 23:25) |
| Viertelfinale    | ausgeschieden |
| Halbfinale       | ausgeschieden |
| Spiel um Platz 3 | ausgeschieden |
| Platzierung      | 9 |

### Wasserball
Die Nationalmannschaft der Männer verpasste mit dem Aus im Viertelfinale bei den Weltmeisterschaften 2007 und einem sechsten Platz beim europäischen Qualifikationsturnier im September 2007 die direkte Qualifikation für die Olympischen Spiele. Erst mit dem Sieg bei dem im März 2008 im rumänischen Oradea ausgetragenen FINA-Qualifikationsturnier konnte die Teilnahme gesichert werden.
Dagegen scheiterte die Nationalmannschaft der Frauen, Elfte der Weltmeisterschaft 2007, früh. Mit einem siebten Platz beim europäischen Qualifikationsturnier im August 2007 in Kirischi gelang nicht einmal die Qualifikation für das FINA-Qualifikationsturnier. Der ursprünglich vorgesehene Stammspieler Steffen Dierolf musste aufgrund einer schweren Herzerkrankung seine Teilnahme absagen. Nationaltrainer Hagen Stamm berief daraufhin seinen Sohn Marko Stamm, der bis dahin als Ersatz vorgesehen war.
| Wettbewerb               | Männer |
| ------------------------ | --- |
| Athleten                 | Tobias Kreuzmann Sören Mackeben Florian Naroska Heiko Nossek Moritz Oeler Marc Politze Julian Real Marko Savic Thomas Schertwitis Andreas Schlotterbeck Marko Stamm Alexander Tchigir Michael Zellmer |
| P-Akkreditierung*        | Erik Bukowski Timo Purschke |
| Trainer                  | Hagen Stamm |
| Gruppenphase             | Serbien 7:11 (3:1, 2:5, 2:2, 0:3) China 6:5 (0:2, 5:2, 0:0, 1:1) Kroatien 5:13 (1:4, 2:3, 1:2, 1:4) Italien 8:7 (2:1, 3:1, 0:2, 3:3) Vereinigte Staaten 7:8 (2:3, 1:2, 2:2, 2:1)                      |
| Halbfinalqualifikation   | ausgeschieden |
| Halbfinale               | ausgeschieden |
| Spiele um Platz 7 bis 10 | Griechenland 9:13 (3:3, 1:3, 2:4, 3:3) |
| Spiel um Platz 9         | Italien 8:10 (3:4, 1:1, 1:1, 3:4) |
| Platzierung              | 10 |

### Wasserspringen
| Athleten                      | Wettbewerb            | Vorkampf | Vorkampf | Halbfinale    | Halbfinale    | Finale        | Finale        | Rang   |
| Athleten                      | Wettbewerb            | Punkte   | Rang     | Punkte        | Rang          | Punkte        | Rang          | Rang   |
| ----------------------------- | --------------------- | -------- | -------- | ------------- | ------------- | ------------- | ------------- | ------ |
| Frauen                        |                       |          |          |               |               |               |               |        |
| Katja Dieckow                 | Kunstspringen 3 m     | 302,70   | 9        | 263,00        | 18            | ausgeschieden | ausgeschieden | 18     |
| Ditte Kotzian                 | Kunstspringen 3 m     | 282,80   | 16       | 292,25        | 15            | ausgeschieden | ausgeschieden | 15     |
| Annett Gamm                   | Turmspringen 10 m     | 234,30   | 29       | ausgeschieden | ausgeschieden | ausgeschieden | ausgeschieden | 29     |
| Christin Steuer               | Turmspringen 10 m     | 290,80   | 19       | ausgeschieden | ausgeschieden | ausgeschieden | ausgeschieden | 19     |
| Ditte Kotzian Heike Fischer   | Synchronspringen 3 m  | –        | –        | –             | –             | 318,90        | 3             | Bronze |
| Annett Gamm Nora Subschinski  | Synchronspringen 10 m | –        | –        | –             | –             | 310,29        | 4             | 4      |
| Männer                        |                       |          |          |               |               |               |               |        |
| Patrick Hausding              | Kunstspringen 3 m     | 451,65   | 11       | 481,50        | 5             | 462,05        | 8             | 8      |
| Pavlo Rozenberg               | Kunstspringen 3 m     | 431,65   | 16       | 454,40        | 12            | 485,60        | 3             | 3      |
| Patrick Hausding              | Turmspringen 10 m     | 423,40   | 17       | 453,30        | 10            | 448,30        | 9             | 9      |
| Sascha Klein                  | Turmspringen 10 m     | 453,80   | 10       | 382,85        | 18            | ausgeschieden | ausgeschieden | 18     |
| Sascha Klein Pavlo Rozenberg  | Synchronspringen 3 m  | –        | –        | –             | –             | 402,84        | 6             | 6      |
| Patrick Hausding Sascha Klein | Synchronspringen 10 m | –        | –        | –             | –             | 450,42        | 2             | Silber |